# Hsieh Su-wei
Hsieh Su-wei (Kaohsiung, 4 gennaio 1986) è una tennista taiwanese.
È stata numero uno del mondo in doppio ed in questa specialità si è aggiudicata 35 titoli WTA, tra cui sette tornei del Grande Slam: quattro volte Wimbledon (2013, 2019, 2021, 2023), due volte il Roland Garros (2014 e 2023) e una volta l'Australian Open (2024). Nel suo palmarès può vantare anche la vittoria in doppio alle WTA Finals 2013 e due Slam nel doppio misto insieme al polacco Jan Zieliński: Australian Open 2024 e Wimbledon 2024.
In singolare si è aggiudicata 3 titoli WTA ed ha raggiunto i quarti di finale agli Australian Open 2021, prima tennista del suo paese a riuscirci. In carriera ha battuto avversarie come Naomi Ōsaka e Simona Halep (entrambe quando erano numero uno al mondo), ma anche Garbiñe Muguruza, Angelique Kerber, Karolína Plíšková, Agnieszka Radwańska, Jeļena Ostapenko, Johanna Konta e Bianca Andreescu. Ha raggiunto la 23ª posizione il 25 febbraio 2013.

## Biografia
Ha sei fratelli, uno dei quali è il tennista Hsieh Cheng-peng. Gioca a tennis dall'età di 5 anni. Il suo allenatore è Paul McNamee. Ha sempre voluto ispirarsi a Steffi Graf e si esprime al meglio sulle superfici veloci.

## Carriera

### 2001-2002: inizio della carriera e primo main-draw WTA
Nel 2001, Su-Wei gioca la prima stagione da professionista. Nel primo ITF della carriera, quello giocato a Wellington, riesce a ottenere il primo trionfo, battendo Shelley Stephens in finale. Successivamente, riesce a vincere il secondo titolo ITF nel torneo di casa di Kaohsiung, superando Cha-Jung Chuang nell'ultimo atto.
Tra agosto e settembre, ottiene una serie di risultati eccezionali: vince 3 ITF di fila e raggiunge la semifinale nell'ITF di Bali, perdendo dalla padrona di casa Angelique Widjaja, che interrompe un'impressionante serie di 23 vittorie consecutive della taipeiana. Grazie a questi exploit, scala velocemente il ranking, salendo fino alla top-300.A novembre, Hsieh gioca le qualificazioni a Pattaya: le passa battendo Cohen-Aloro e Kulikovskaya, accedendo così al primo main-draw WTA della sua carriera. Nel tabellone principale, centra il suo primo successo in un evento WTA contro la coreana Yoon Jeong Cho. Al secondo turno, elimina Julia Vakulenko, approdando così ai quarti di finale; nella circostanza, cede a Rossana De Los Rios (testa di serie n°8) per 6–4 al terzo.
Nel 2002, tenta le qualificazioni a Gold Coast: si arrende all'ultimo turno utile contro Llagostera Vives. Le prova anche all'Australian Open, ma viene eliminata al secondo turno da Antonella Serra Zanetti. A Doha e Dubai si ferma al primo turno qualificatorio. In aprile raggiunge 2 semifinali a livello ITF: la prima nella prefettura di Gunma e la seconda a Seoul (dove cede a Flavia Pennetta). Prova le qualificazioni anche al Roland Garros e a Wimbledon: a Parigi esce di scena al turno decisivo contro Aniko Kapros mentre nel torneo londinese si ferma al secondo turno contro la Sanchez Lorenzo. Agli US Open, viene estromessa all'esordio delle quali da Maria Geznenge. 
Al termine di questo biennio, Hsieh riesce a sfondare il muro della top-200, issandosi anche alla posizione n°130 come best-ranking. 

### 2003-2004
Il 2003 non si rivela una buona stagione per Hsieh, che, in 8 ITF a cui prende parte, riesce solo a vincere un titolo (a Saitama) e, negli altri 7, coglie solo 1 vittoria. Nel finale di stagione, tenta le qualificazioni per il torneo di Tokyo, dove cede subito a Mi-Ra Jeon.
Nel 2004, disputa 12 tornei di livello ITF: come miglior risultato, ottiene il trionfo di Seoul (battendo in finale Jin-Hee Kim); negli altri tornei, non va oltre il secondo turno.
In queste 2 stagioni, scende nel ranking WTA, rimanendo fuori dalle prime 400 del ranking.

### 2005: primo main draw in uno slam
Il 2005 si apre con le qualificazioni per Auckland e il Volvo Women's Open: in entrambi i casi, esce di scena subito. In seguito, vince quattro titoli ITF: il primo a Gunma, dove batte solo tenniste giapponesi. Il secondo a Seul, superando Kim Jin-hee nell'ultimo ostacolo; il terzo a Incheon, sconfiggendo in finale Mi Yoo. Il quarto a Kurume, dove estromette nuovamente solo tenniste nipponiche. Agli US Open, riesce a passare le qualificazioni, eliminando Krysty Marcio, Hana Sromova e Milagros Sequera, accedendo così al suo primo tabellone principale di un torneo dello slam. Al primo turno, si arrende a Katerina Srebotnik in due netti parziali (0–6 2–6). Infine, passa le qualificazioni per i due International di Seoul e Tokyo; in entrambi i casi, perde al primo turno.
Riesce a vincere la medaglia di bronzo alle Universiadi di Smirne.
Grazie alla buona stagione, risale nel ranking, rientrando nella top-200.

### 2006
Nel 2006, Hsieh non riesce a passare nessuno dei primi 4 tabelloni di qualificazione a cui partecipa: si spinge più avanti solo all'Australian Open, dove cede a Tamarine Tanasugarn nell'ultimo turno e a Pattaya, dove si arrende a Bondarenko sempre nel turno decisivo. Dopo non aver passato le quali nemmeno per Indian Wells, si dedica al circuito ITF: come miglior risultato fa registrare la semifinale a Gifu, dove cede alla padrona di casa Erika Takao.
Al Roland Garros interrompe la maledizione, riuscendo a qualificarsi per il primo main-draw WTA annuale (senza cedere set): al primo turno, perde dalla wild-card di casa Mathilde Johansson. Sull'erba, esce di scena al primo ostacolo delle qualificazioni sia al DFS Classic (contro Tanasugarn) che a Eastbourne (contro l'americana Washington). A Wimbledon, perde al primo turno da Anabel Medina Garrigues (tds n°27). Dopo aver fallito le quali per lo US Open (fermandosi all'ultimo turno contro Flipkens), le passa a Bangkok con due vittorie su Bae e Uberoi; al primo turno, si arrende a Eleni Danilidou in tre set.

### 2007: primi titoli in doppio
La taipeiana prova le qualificazioni sia per Auckland che per l'Australian Open: in entrambi i casi, non le passa, cedendo al primo e al secondo turno rispettivamente. Gioca il primo main-draw stagionale a Pattaya, dove si arrende subito a Shuai Peng. In seguito, vince l'ITF di Redding, battendo in finale Ekaterina Afinogenova al tie-break del terzo set. A Maggio, trionfa in un altro ITF (quello di Gimcheon), sconfiggendo Chan Chin-Wei in finale. Al Roland Garros, per il secondo anno consecutivo, passa le qualificazioni, eliminando Stephanie Vongsouthi, Madison Brengle e Maret Ani. Al primo turno, cede alla 29ª testa di serie Gisela Dulko in due parziali. Anche a Wimbledon, come nel 2006, riesce a superare il tabellone cadetto, battendo Selima Sfar, Ekaterina Dzehalevich e Mathilde Johansson; al primo turno, si arrende a Tatiana Golovin al termine di una battaglia in tre set. Nella tournée americana, non si qualifica in nessun main-draw, compreso lo US Open (dove cede all'ultimo turno ad Alina Jidkova). Nell'ultima parte di stagione, non passa le quali a Pechino (perdendo da Abigail Spears) mentre a Seoul e Tashkent si arrende al primo turno. Termina l'anno al n°143 del mondo. 
In doppio, assieme a Chuang Chia-jung, vince i primi tornei della carriera: il primo nel Tier I di Pechino, battendo in finale Han/Xu. Il secondo a Seoul, sconfiggendo Wöhr/Daniilídou nell'ultimo atto.

### 2008: ottavi in Australia e top-100
Hsieh inizia l'anno agli Australian Open; riesce a passare le qualificazioni, battendo Greta Arn, Strýcová e Maša Zec Peškirič. Al primo turno, elimina Klara Koukalová, ottenendo la prima vittoria in carriera in un main-draw slam. Al secondo round, sfida la testa di serie n°19 Sybille Bammer: Su-Wei ha la meglio in due netti set, per 6–2 6–0, approdando così al terzo turno. Nella circostanza, affronta Aravane Rezaï, contro cui Hsieh vince in tre set. Accede così agli ottavi di finale, risultando la prima taipeiana della storia a riuscire nell'impresa. Tra le ultime sedici, trova la n°1 del mondo Justine Henin: Su–Wei si arrende in due parziali (2–6 2–6), uscendo così di scena dal torneo. Grazie a questo risultato, però, entra per la prima volta in carriera in top-100, alla posizione n°98. Tra Indian Wells e Miami non coglie alcun successo. In seguito, vince l'ITF di Incheon, battendo in finale Xie Yanze. Partecipa, poi, sia al Roland Garros che a Wimbledon: sulla terra francese viene subito sconfitta dalla qualificata Yakimova mentre, nel torneo londinese, supera Stephanie Cohen-Aloro (cogliendo la prima vittoria in carriera qui) prima di arrendersi a Dinara Safina in due set. Va male nei due International su terra di Palermo e Bad Gastein; in Sicilia, perde subito da Errani mentre in Austria cede immediatamente a Caroline Wozniacki (doppio 1–6). Si riprende sul cemento americano: sia a Cincinnati che agli US Open passa le qualificazioni (senza perdere set nei 5 match complessivi disputati). Mentre nel Premier 5 viene estromessa subito da Kirilenko, a New York ottiene il primo successo in carriera nello slam contro Rodina prima di essere fermata da Petrova. Nel finale di stagione, vince 2 titoli ITF a Tsukuba e a Makinohara. Termina l'anno al n°79 del mondo, concludendo la sua prima stagione da quando è professionista in top-100. 

### 2009: stagione negativa e discesa nel ranking in singolare; top-10 e 3 titoli in doppio, prima semifinale slam a Parigi
Agli Australian Open, dove era chiamata a difendere gli ottavi, viene immediatamente sconfitta dalla connazionale Chan. A causa di questo risultato, esce dalla top-100.
Sulla terra, tenta le qualificazioni a Stoccarda, Roma e Parigi: nei primi due casi, arriva fino al secondo turno (perdendo, rispettivamente, da Dushevina e Craybas) mentre, in Francia, cede subito a Fedossova. Sull'erba, prova le quali solo a Eastbourne: anche qui non le passa, sconfitta immediatamente da Amanmuradova. Sul cemento americano, la situazione non migliora minimamente: né a Los Angeles, né allo US Open e nemmeno a Stanford riesce ad accedere al main draw. A Guangzhou, gioca il suo unico tabellone principale WTA del 2009: batte Yan Zi prima di soccombere a Olga Savchuk. Nel finale di stagione, non passa le quali a Pechino ma vince a Makinohara il suo 17º titolo ITF, battendo Doi in finale.
A causa della pessima stagione, crolla nel ranking, andandosi a posizionare oltre la 300ª posizione.
In doppio, invece, la taipeiana gioca un'ottima stagione: assieme a Shuai Peng, vince il titolo di Sydney, battendo in finale Dechy/Dellacqua. Agli Australian Open, raggiunge i primi quarti di finale slam nella specialità; tra le ultime 8 coppie, Hsieh/Peng cedono alle sorelle Williams in tre parziali. In seguito, le due trionfano anche sulla terra di Roma, dove sconfiggono Sugiyama/Hantuchová nell'ultimo atto. A Parigi, Su-Wei e Shuai migliorano il loro miglior risultato in uno slam, cogliendo la semifinale, poi persa contro Azarenka/Vesnina. Sul finale di stagione, ottengono il loro terzo titolo in quel di Pechino (il più importante in carriera sinora), dove si impongono in finale su Kudryatseva/Makarova per 6–3 6–1. Grazie all'ottima stagione, Hsieh termina l'anno in top-10, alla posizione n°9 (best-ranking).

### 2010-2011

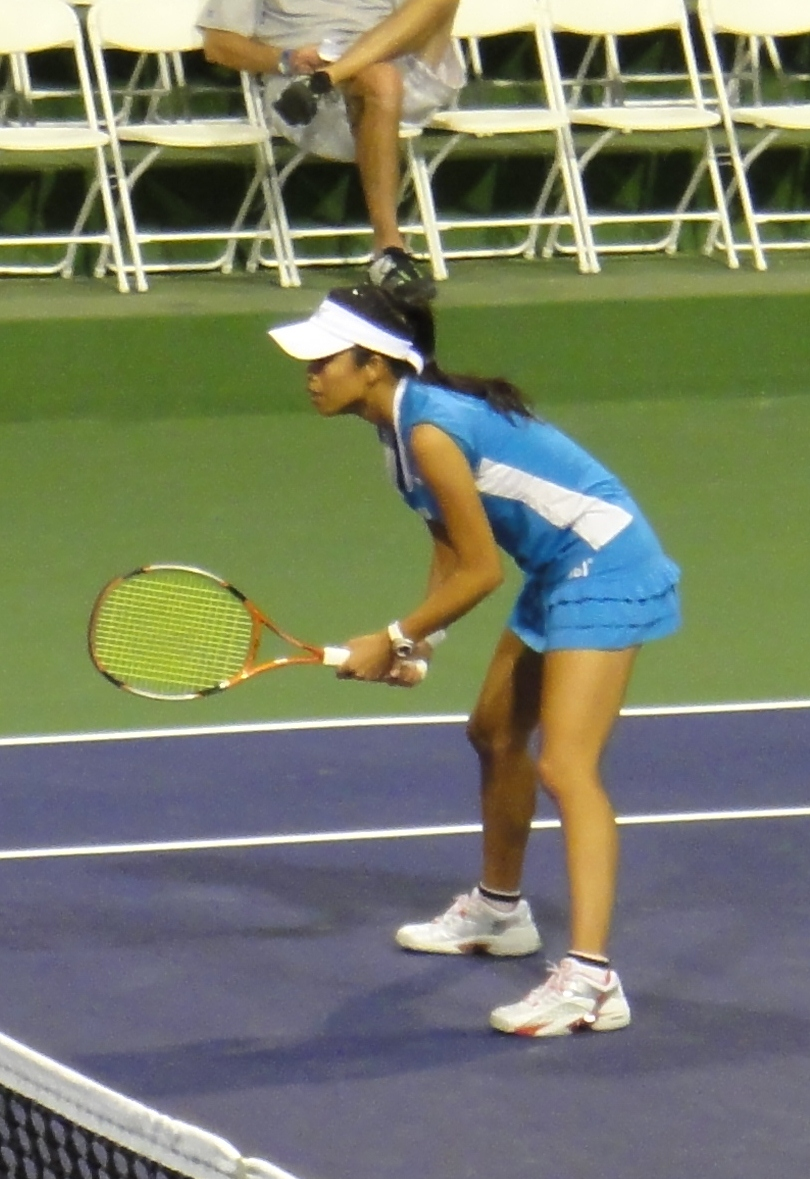
Hsieh Su-wei al torneo di Indian Wells nel 2011

Nel 2010, ottiene una semifinale come miglior risultato a livello ITF. In ambito WTA, la taipeiana prova le qualificazioni per Varsavia e Cincinnati, senza cogliere però il main-draw. 
Va meglio a Guangzhou, dove batte Lu, Zhou e Doi per accedere al tabellone principale; al primo turno, cede alla wild card locale Han Xinyun. Anche a Seoul passa le quali, eliminando Grandin, Lu e Parmentier. Nel main-draw, perde subito da Maria José Martinez Sanchez (tds n°4) in due set.
Nel 2011, riesce a vincere 3 titoli ITF, nei tornei di Mildura, Pechino e Seoul. Nel circuito WTA, non passa le quali a Bruxelles, cedendo all'ultimo turno utile contro la wild card locale Van Uytvanck. A Guangzhou sopravvive al tabellone cadetto, superando Liang e Zhang; nel main draw, elimina la cinese Lu Jing-Jing mentre, al secondo round, perde da Chanelle Scheepers. Infine, non si qualifica per il tabellone principale di Osaka, arrendendosi a Shvedova. Termina l'anno in netta risalita nel ranking, ritrovando la top-200.

### 2012: i primi titoli WTA
Hsieh inizia l'anno al n°172 del mondo; il primo torneo che disputa è l'Australian Open, dove disputa le qualificazioni: esce di scena al secondo turno contro Paula Ormaechea. A Pattaya, supera il tabellone cadetto battendo Tanaporn Thongsing e Qiang Wang; nel main-draw, elimina la n°35 del mondo Zheng Jie e poi Kimiko Date; ai quarti, ha la meglio su Sania Mirza . Arriva così in semifinale, dove affronta la 3° testa di serie Daniela Hantuchová, contro cui soccombe in due set. La settimana dopo, partecipa al torneo di Kuala Lumpur: passa le quali, battendo Xu Yifan  e Ayu Fani Damayanti. Al primo turno, estromette l'8° testa di serie Anne Keothavong; al secondo, ha la meglio su Casey Dellacqua. Ai quarti, approfitta del walk-over di Agnieszka Radwanska, accedendo così alla seconda semifinale WTA consecutiva: nella circostanza, si impone su Eléni Daniilídou, qualificandosi per la sua prima finale nel circuito maggiore. In tale circostanza, trova Petra Martic, 5° testa di serie: Hsieh vince il match grazie al ritiro della sua avversaria sul punteggio di 2–6 7–5 4–1. Su-Wei si guadagna così il primo titolo WTA della carriera, facendo un balzo notevole in classifica (passa dal n°123 al n°78 del ranking). Dopo aver fallito le qualificazioni a Miami, vince l'ITF di Wenshan, battendo Saisai Zheng in finale. A Budapest coglie il secondo turno, dove cede a Petra Martic.
A Madrid comincia per Su-Wei la stagione su terra: non passa il tabellone cadetto, battuta da Hlaváčková in tre set. Anche a Roma le tocca la stessa sorte, sconfitta da Stephens nelle qualificazioni. Mentre a Strasburgo ottiene il secondo turno (dove perde da Medina in due tie-break), al Roland Garros cede all'esordio a Flavia Pennetta (7–6(3) 4–6 2–6).
Sull'erba, gioca al torneo di Birmingham, dove elimina le due russe Dushevina  e Panova; agli ottavi, si impone su Melinda Czink, arrivando così ai quarti di finale, dove si arrende a Makarova. Dopo questo buon risultato, esce di scena all'esordio in quel di Eastbourne (per mano di un'altra russa, Anastasija Pavljučenkova). A Wimbledon, supera i primi due turni sbarazzandosi di 2 tenniste francesi, Razzano e Foretz; coglie così il terzo turno: non si spingeva così avanti in uno slam da quando aveva raggiunto gli ottavi di finale all'Australian Open 2008. Nel match di terzo turno è opposta a Maria Sharapova, n°1 del mondo: Hsieh si arrende in due set. La settimana successiva, partecipa al torneo olimpico di Londra: in singolare cede subito alla cinese Peng mentre, in doppio, riesce a spingersi fino ai quarti di finale assieme alla connazionale Chuang Chia-jung, dove si arrendono a Hlaváčková/Hradecká (che poi vinceranno l'argento). 
Dopo una sfortunata trasferta americana, dove non centra nessun successo, si riprende nella tournée asiatica: a Ningbo vince il suo 22º titolo ITF, imponendosi su Shuai Zhang in finale; subito dopo, partecipa al WTA di Guangzhou, dove è prima testa di serie: supera agevolmente i primi tre turni contro Bratchikova, Chang e Johansson; in semifinale, affronta la 4° testa di serie Urszula Radwanska: Hsieh ha la meglio in tre set, accedendo alla seconda finale WTA stagionale; nella circostanza, Su-Wei sconfigge Laura Robson con lo score di 6–3 5–7 6–4, aggiudicandosi il secondo alloro WTA della carriera. Grazie al successo, sale di diverse posizioni nel ranking, issandosi al 39º posto. Hsieh prosegue la stagione con un primo turno a Tokyo (sconfitta da Koukalová) e un secondo turno a Pechino (batte Zheng prima di cedere a Wozniacki per 0-6 al terzo). Vince poi l'ITF di Suzhou, superando Duan nell'ultimo atto. Grazie a questo risultato, entra tra le prime 30 del mondo, in posizione n°27. Riesce a qualificarsi per il "master B" di Sofia, dove è inserita nel gruppo "Serdika" assieme a Wozniacki, Hantuchová e Vinci; la taipeiana esordisce contro la danese e perde per 2–6 2–6. Nel secondo incontro, Hsieh cede a Roberta Vinci. Nel terzo e ultimo incontro, riesce a ottenere un successo contro Hantuchová. Alla fine, termina terza in classifica, non qualificandosi per la semifinale. Conclude l'anno al n°25 del mondo, suo best-ranking.
In doppio, agli US Open, coglie la prima semifinale della carriera nella Grande Mela, assieme alla spagnola Medina Garrigues: le due vengono eliminate da Hlaváčková/Hradecká in due set. Assieme a Babos, vince il 9º titolo in carriera sull'erba di Birmingham, battendo Huber/Raymond nell'atto finale.

### 2013: vittoria a Wimbledon e alle Finals in doppio
La tennista di Taipei inizia l'anno a Shenzhen, dove è testa di serie n°4: batte Melinda Czink per 6–3 6–2 prima di perdere da Annika Beck per 3–6 0–6. A Hobart esce di scena all'esordio contro Shuai Peng (2–6 7–6(4) 6(4)–7). Agli Australian Open, supera Lara Arruabarrena in due set prima di cedere a Kuznetsova per 2–6 1–6. In seguito, ottiene il primo turno a Pattaya e il secondo turno a Doha e Dubai (dove cede a due top-20, Petrova e Stosur). Il 23 febbraio, Hsieh ritocca il suo best-ranking, assestandosi alla 23ª posizione del ranking. A Kuala Lumpur, la taipeiana raggiunge i primi quarti della stagione, battendo Kurumi Nara in rimonta (6(5)–7 6–3 6–4) e Shuai Zhang (6–2 6–2); tra le ultime 8, si arrende alla futura finalista Bethanie Mattek-Sands, con lo score di 5–7 2–6. A Indian Wells e Miami, Hsieh ottiene il secondo turno, sconfitta, rispettivamente, da Jamie Hampton (doppio 3–6) e da Agnieszka Radwanska (3–6 2–6). Sulla terra, vince solo 1 partita in 4 tornei disputati (a Strasburgo contro Annika Beck): a causa di questi scarsi risultati, scende nel ranking, assestandosi al n°44 del mondo. Anche sull'erba non figura bene, ottenendo due secondi turni a Eastbourne e Wimbledon come migliori risultati. Anche il cemento americano non arride a Hsieh, che tra Toronto, Cincinnati, New Haven e US Open, coglie solo una vittoria (a New York contro Klára Koukalová). A Guangzhou, dove difendeva il titolo, esce di scena al secondo turno conto Shuai Zhang; a causa dell'uscita prematura, esce dalle prime 50 del mondo. Nel resto della tournée asiatica, la taipeiana non raccoglie alcun successo. Termina l'anno con un secondo turno a Lussemburgo. Nel ranking, crolla fino al n°83 del mondo.
Alla negativa stagione in singolare, Hsieh affianca una stagione in doppio straordinaria assieme a Shuai Peng: dopo un inizio stagionale non brillantissimo (solo una semifinale ad Indian Wells e il terzo turno all'Australian Open), sulla terra di Roma trovano il primo titolo stagionale, battendo in finale Errani/Vinci per 4–6 6–3 [10–8]. In seguito, prendono parte al torneo di Wimbledon, dove concorrono come 8° teste di serie. Eliminano Panova/Dushevina, Foretz/Hrdinová e Jurak/Tanasugarn, arrivando ai quarti di finale; nella circostanza, vincono in due set su Jankovic/Lucic-Baroni, accedendo alla semifinale, la terza slam per Su-Wei (dopo quella colta agli US Open 2012 e quella di Parigi 2009). Nel penultimo atto, le due battono Aoyama/Scheepers per 6–4 6–3, cogliendo la prima finale slam della carriera; nell'ultimo atto, Hsieh/Peng sconfiggono Barty/Dellacqua per 7––6(1) 6–1, conquistando il primo titolo Slam della carriera. Hsieh/Peng sono la terza coppia interamente asiatica a vincere questo torneo, dopo le nipponiche Kiyomura/Sawamatsu nel 1975 e le cinesi Zheng/Yan nel 2006; Hsieh è inoltre la prima tennista di Taipei a vincere un alloro slam. Grazie al successo, Su-Wei entra in top-10. In seguito, vincono anche il titolo di Cincinnati, battendo in finale Peschke/Srebotnik per 12-10 al super-tiebreak. Dopo i quarti agli US Open, ottengono il 4º titolo stagionale a Guangzhou e la semifinale a Tokyo e Pechino. Si qualificano dunque per le WTA Finals di Istanbul: sconfiggendo Petrova/Srebotnik e Makarova/Vesnina, colgono il 5º titolo della stagione; Grazie alla strepitosa stagione, Hsieh termina l'anno al n°3 del mondo.

### 2014: 2° slam in doppio e n°1 del mondo nella specialità

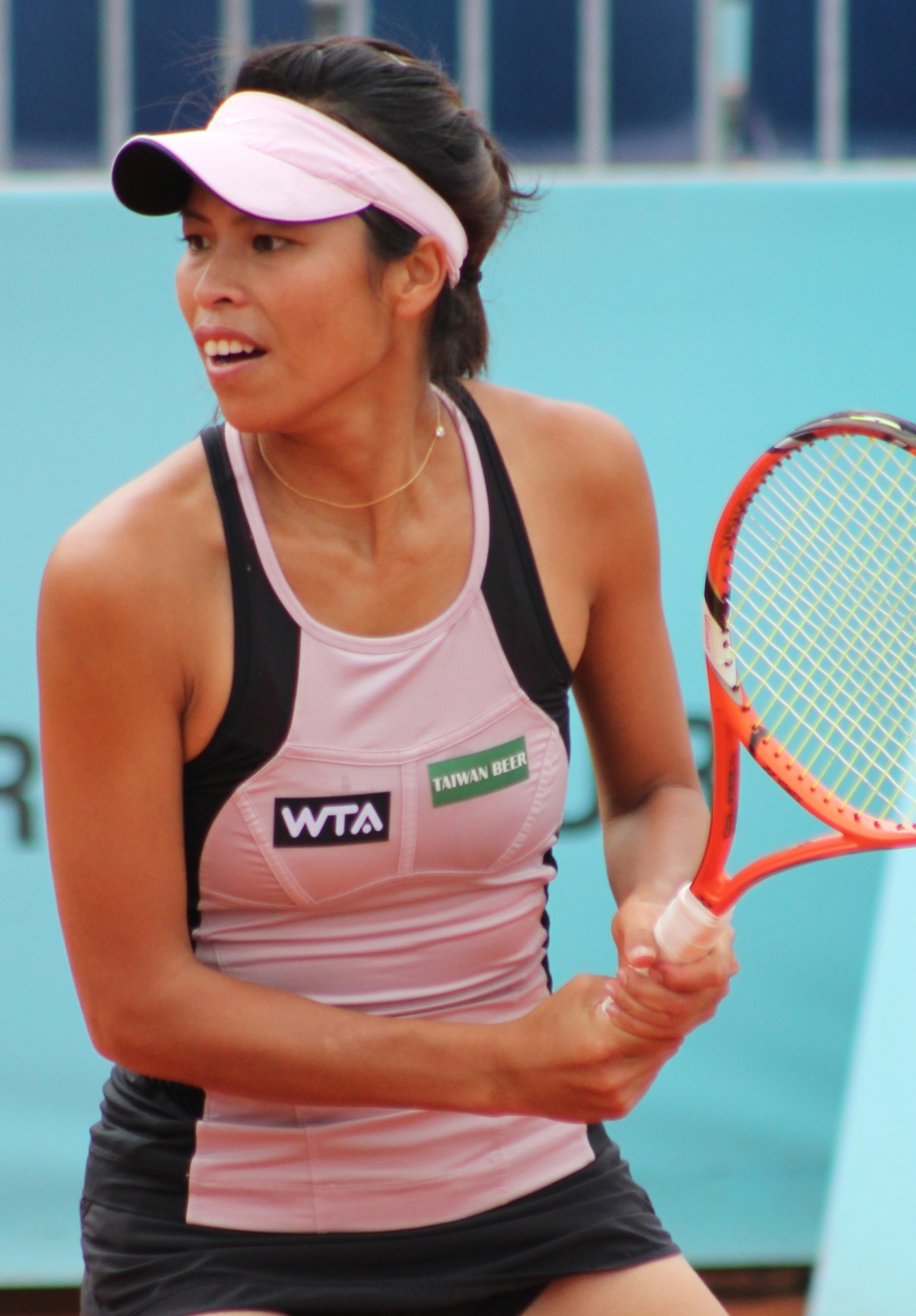
Hsieh Su-wei nel 2014

Su-Wei inizia l'anno a Brisbane, dove passa le qualificazioni battendo Puchkova (6–2 6–0), Sanders (4–6 6–3 6–1) e Alexandra Panova (6–4 2–6 6–1); nel tabellone principale, cede subito a Carla Suarez Navarro per 2–6 1–6. Non si qualifica per il main draw di Sydney, mentre agli Australian Open perde all'esordio da Barbora Strýcová in tre set. Dopo un primo turno al Pattaya Open, passa le quali a Doha grazie alle vittorie su Laura Thorpe (6–2 6–4) e su Tadeja Majeric (6–1 6–4); nel main draw, elimina la n°22 del mondo Flavia Pennetta (7–5 6–3) prima di essere sconfitta da Sara Errani (n°7 del mondo) per 0–6 4–6. In Brasile, tra Rio e Florianopolis, non ottiene alcun successo. Non supera le qualificazioni né a Indian Wells né a Miami; A Charleston esce all'esordio (contro Zhang Shuai) mentre a Kuala Lumpur supera Jarmila Wolfe (2–6 6–4 6–3) prima di perdere dalla recente finalista dell'Australian Open Dominika Cibulková (1–6 2–6). Nel frattempo, esce dalla top-100. Al Roland Garros non passa le qualificazioni. Sull'erba, supera le quali a Eastbourne, battendo Jovic, McHale e Paszek; nel main draw viene sconfitta da Flavia Pennetta, per 3–6 3–6. A Wimbledon, cede all'esordio a Tereza Smitková (3–6 3–6). Nella tournée americana, disputa solo due tornei, quello di New Haven e gli US Open: la taipeiana non si qualifica a nessuno dei due eventi. A Guangzhou trova i primi quarti di finale della stagione, battendo Alison Van Uytvanck (7–6(2) 2–6 6–4) e Lin Zhu (6–4 6–2); si arrende tra le ultime 8 ad Alizé Cornet per 6(5)–7 1–6. Replica a Tianjin, dove elimina Rodionova con un doppio 6–1 e la 5° testa di serie Zhang (3–6 6–3 7–6(5)); perde solo ai quarti da Belinda Bencic per 4–6 6–4 2–6. Termina l'anno al n°144 del mondo, in netto peggioramento rispetto al ranking finale del 2012 e del 2013.
All'opaca stagione in singolare, Hsieh fa registrare un'altra ottima stagione in doppio assieme a Peng: le due, tra febbraio e marzo, conquistano il torneo di Doha (in finale su Peshcke e Srebotnik) e quello di Indian Wells su Black/Mirza nell'ultimo atto. A maggio, la coppia vince il secondo slam della carriera in quel di Parigi, battendo Errani/Vinci in finale (6–4 6–1). Grazie a questo successo, Hsieh diviene n°1 del mondo. Su-Wei e Shuai si qualificano per le WTA Finals di Singapore: battono, per 6–1 6–4, sia Muguruza/Suarez Navarro che Rodionova/Kudryatseva..Nell'ultimo atto, la coppia cino-taipeiana cede a Black/Mirza per 1–6 0–6. Dopo questo torneo, le due decidono di separarsi e di non giocare più assieme dalla stagione successiva.

### 2015
La taipeiana inizia la stagione senza riuscirsi a qualificarsi per Brisbane, Sydney, l'Australian Open e il torneo di Doha, riuscendo ad arrivare all'ultimo turno solo in Qatar. A causa di questi scarsi risultati, scende al n°181 del mondo. A Kuala Lumpur entra in tabellone grazie a una wild-card: al primo turno elimina la 3° testa di serie Casey Dellacqua, con lo score di 7–5 2–6 6–3. Al secondo round, batte Misa Eguchi per 6–3 3–6 6–0; ai quarti, estromette la qualificata Kulichkova in tre set, accedendo alla semifinale: nella circostanza, cede alla n°5 del mondo Caroline Wozniacki, con lo score di 2–6 2–6. Subito dopo, vince l'ITF di Shenzhen, sconfiggendo Yang Zhaoxuan in due set e anche quello di Nanning (in finale su Su Jeong Jang). A Strasburgo, si qualifica per il main draw battendo le due francesi Sarah Finck (6–0 6–3) e Oceane Dodin (7–5 7–5); al primo turno viene fermata da Saisai Zheng in tre set. Non supera le quali al Roland Garros mentre le passa a Wimbledon (eliminando Martic, Hozumi e Kumkhum, quest'ultima per 9–7 al terzo); al primo turno, sconfigge Kaia Kanepi per 6–1 6–4 prima di cedere il passo a Lucie Šafářová per 2–6 3–6. Dopo essere uscita al primo turno a Nanchang, non passa le qualificazioni a Cincinnati e agli US Open. A Tokyo, raggiunge i quarti di finale battendo Polona Hercog (6–1 5–7 7–5) e Kurumi Nara (6–2 6–4); cede a Magda Linette, con lo score di 3–6 3–6. Nel finale di stagione, vince l'ITF di Nanjing sconfiggendo Putinceva nell'ultimo atto. Termina la stagione al n°107 del mondo.

### 2016

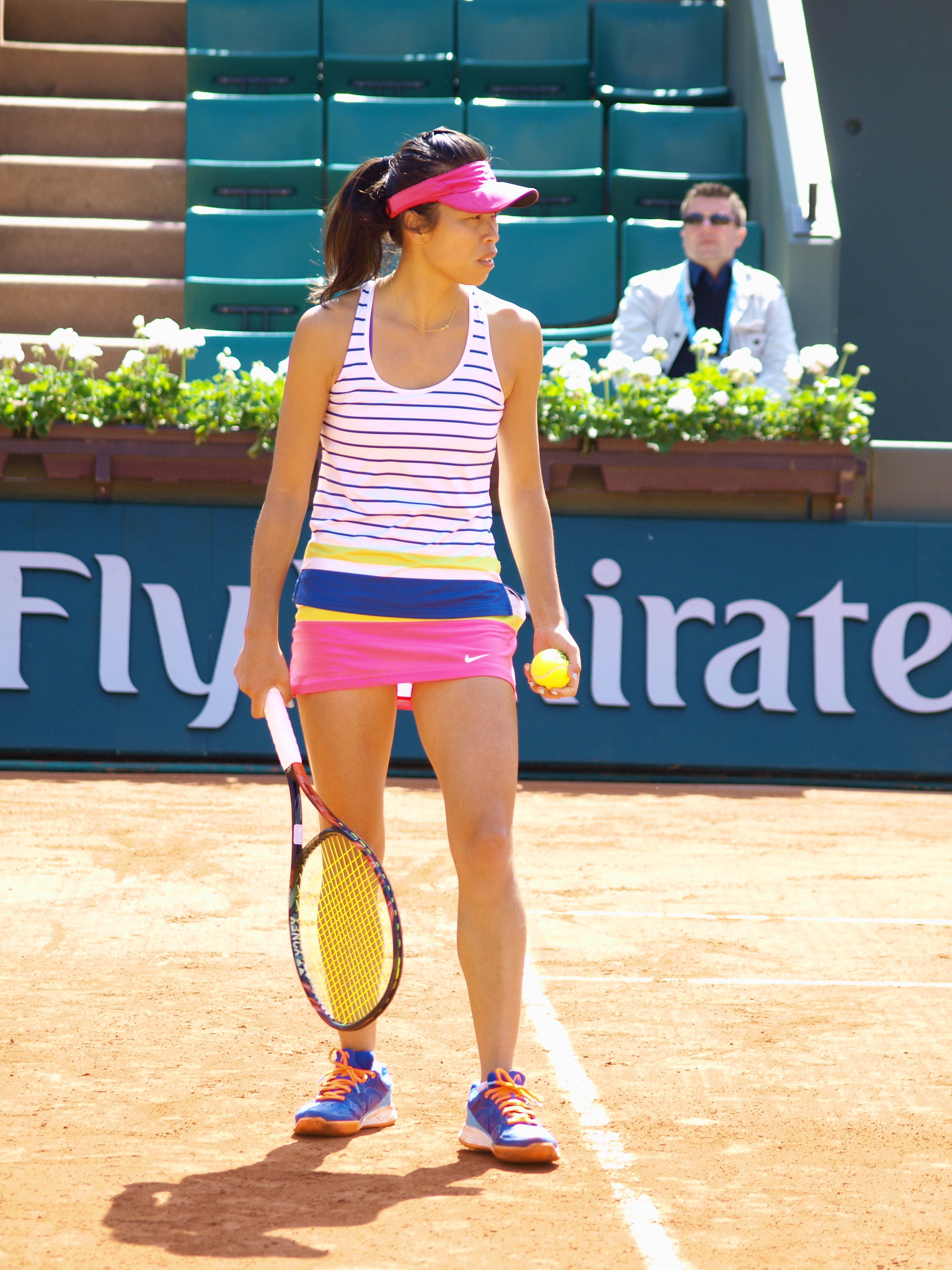
Hsieh Su-wei al Roland Garros 2016

Su-Wei inizia l'anno a Shenzhen, dove centra la vittoria contro Duan Yingying (6–4 7–5) prima di cedere a Alison Riske per 6–3 5–7 1–6. Dopo non aver passato le qualificazioni a Sydney, gioca l'Australian Open: al primo turno batte Ostapenko per 3–6 7–5 6–1 mentre, al secondo, viene fermata da Serena Williams per 1–6 2–6. Su-Wei si presenta a torneo di Kaohsiung, sua città natale, dove è testa di serie n°6: fatica molto nei primi due turni, battendo la qualificata Ayaka Okuno (7–6(1) 4–6 6–2) e la lussemburghese Minella (6–4 4–6 6–2); ai quarti ha vita facile contro Elizaveta Kulichkova, che viene estromessa per 6–0 6–2. Accede alla semifinale, dove si arrende a Misaki Doi (tds n°2) per 0–6 2–6. Grazie al buon risultato, rientra tra le prime 70 (al n°69). A Kuala Lumpur estromette Jana Čepelová per 6–4 6–4 prima di cedere a un'altra slovacca, Kristína Kučová, per 1–6 6–3 3–6. Dopo non aver centrato le quali a Indian Wells, inaugura la stagione su terra a Istanbul: batte Karin Knapp con lo score di 6(3)–7 7–5 6–1 prima di venir fermata da Sakkari in due set. Va meglio a Praga, dove si impone su Kristýna Plíšková (4–6 6–3 6–1) e su Ana Konjuh (6–4 2–6 6–1) prima di arrendersi a Lucie Šafářová nei quarti. Non si qualifica per il main draw di Roma (sconfitta da Larsson) mentre a Strasburgo giunge fino al secondo turno, dove cede a Stosur (3–6 6(3)–7). Al Roland Garros supera Lara Arruabarrena in due set prima di perdere da Petra Kvitová (4–6 1–6). Nell'ITF di Marsiglia raggiunge la finale, persa contro Kovinic in due parziali. Sull'erba gioca solo 2 tornei: a Nottingham fa secondo turno, cedendo a Riske per 2–6 4–6; a Wimbledon esce all'esordio per mano di Pavljučenkova. Chiude la stagione WTA con due primi turni, agli US Open e a Lussemburgo. A livello ITF, invece, vince il torneo di Dubai, sconfiggendo Viklyantseva in finale. Termina l'anno al n°97 del mondo.

### 2017

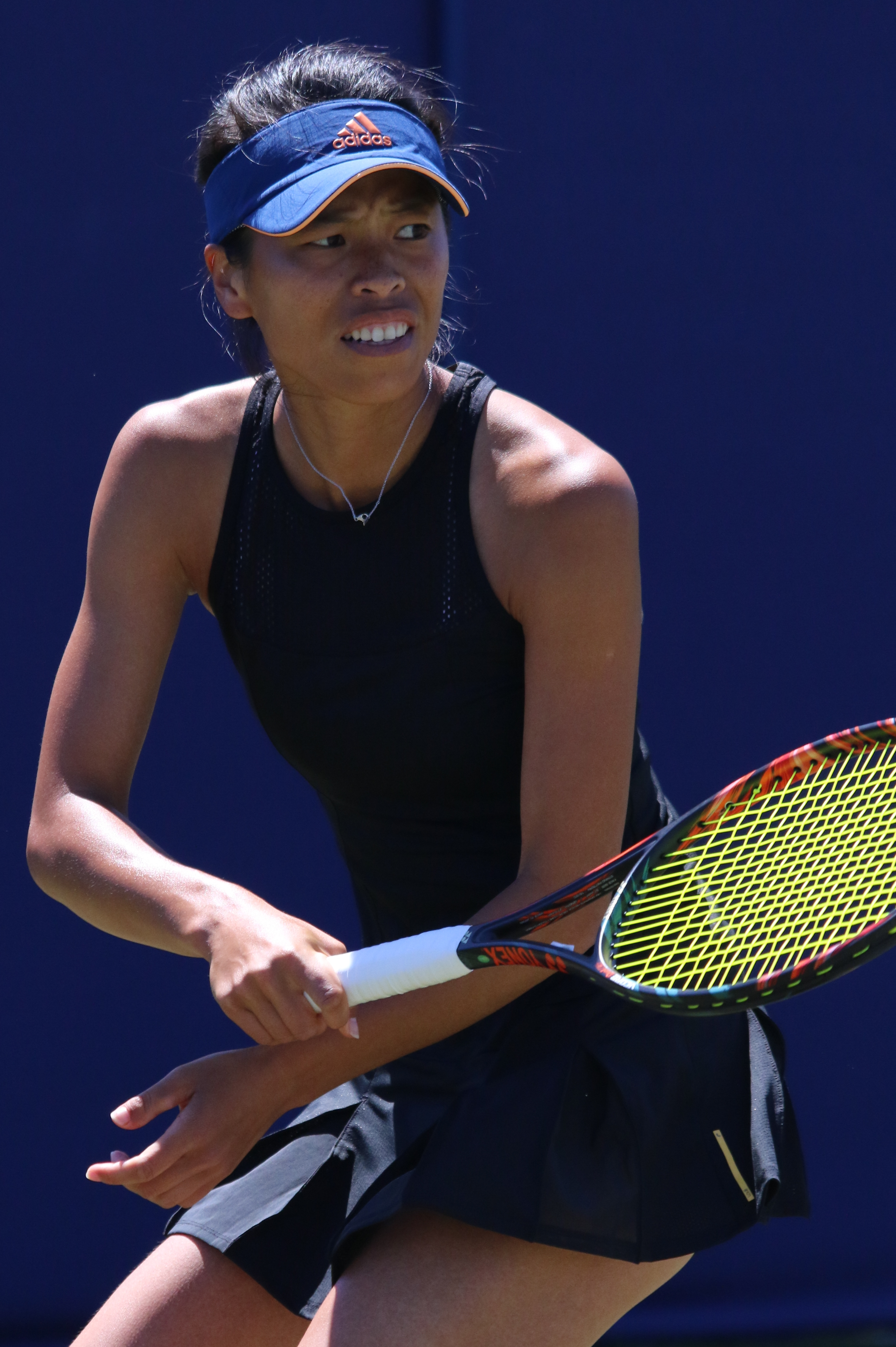
Hsieh Su-wei nel 2017.

La tennista di Taipei inizia l'anno a Brisbane, dove non passa le qualificazioni. All'Australian Open, approfitta del ritiro di Karin Knapp (sul 6–3 2–0) prima di cedere a Dominika Cibulková in due set tirati. All'Hungarian Open, supera Sara Sorribes Tormo (2–6 6–3 6–1) prima di soccombere alla testa di serie n°2 Lucie Šafářová per 2–6 1–6. A Kuala Lumpur esce di scena subito per mano di Sharipova (5–7 7–5 1–6). Nel nuovo torneo di Biel si arrende all'esordio a Oceane Dodin (2–6 2–6). Sulla terra, dopo una brutta sconfitta rimediata a Istanbul (da Errani, 0–6 1–6), si riprende bene al Roland Garros, dove ottiene il miglior risultato della carriera: batte la n°8 del mondo Johanna Konta (1–6 7–6(2) 6–4) al primo turno e, al secondo, ha la meglio di Taylor Townsend per 6–0 2–6 6–3. Al terzo turno soccombe a Caroline Garcia, al termine però di una battaglia di 2h e 42 minuti (4–6 6–4 7–9). Gioca poi 4 tornei sull'erba: a Nottingham supera Kučová in due set prima di cedere a Lucie Šafářová al tie-break del terzo set. A Birmingham e Eastbourne ha la stessa sorte: passa le quali ma poi perde al primo turno nel main-draw. A Wimbledon riaffronta Johanna Konta, già battuta a Parigi qualche settimana prima: questa volta, la britannica non lascia scampo a Hsieh, eliminandola con un duplice 6–2. Nell'International di Nanchang, Su-Wei ottiene il primo quarto di finale della stagione, estromettendo la cinese Gao Xinyu e la giapponese Eri Hozumi; tra le ultime otto, cede alla wild card locale Wang Yafan in due set. Non supera le qualificazioni a Cincinnati e agli US Open mentre a Tokyo viene immediatamente sconfitta da Wang Qiang. Passa il tabellone cadetto del Toray Pan Pacific Open (battendo Omae, Hibi e Sasnovich) ma esce di scena nel primo turno contro la campionessa olimpica Monica Puig. A Tashkent, perde subito dalla prima testa di serie Kristýna Plíšková in tre set. Non si qualifica per il tabellone principale del China Open mentre, a Tianjin, batte Lu JingJing in due set prima di cedere a Lin Zhu. Chiude la stagione raggiungendo la finale al WTA 125K di Hua Hin (senza perdere set): perde da Belinda Bencic per 3–6 4–6. Termina l'anno al n°96 del mondo.

### 2018: ottavi a Melbourne e Wimbledon, 3º titolo WTA e rientro in top-30
La taipeiana inizia l'anno ad Auckland, dove riesce a raggiungere la semifinale battendo Hibino, Bonaventure e Strýcová. Nel penultimo atto, viene estromessa da Julia Goerges, con lo score di 1–6 4–6. In seguito, gioca agli Australian Open, dove si presenta come n°88 del ranking: al primo turno elimina Lin Zhu con il particolare score di 0–6 6–0 8–6. Al secondo, affronta la n°3 del mondo Garbine Muguruza: Hsieh vince in due set, portandosi a casa la prima vittoria in carriera su una top-5. Al terzo turno, la giocatrice di Kaohsiung affronta Agnieszka Radwanska, n°35 del mondo ma ex top-5. Sorprendentemente, Hsieh vince in due set, per 6–2 7–5, ottenendo il primo ottavo di finale slam a distanza di 10 anni dall'ultima volta. Qui fronteggia Angelique Kerber, campionessa a Melbourne nel 2016: la tedesca porta a casa il match in rimonta, con lo score di 4–6 7–5 6–2. Grazie all'ottimo torneo, Hsieh risale nel ranking, posizionandosi al n°71.
In seguito, non riesce a qualificarsi né per Doha né per Dubai. A Indian Wells riesce a passare il tabellone cadetto sconfiggendo Risa Ozaki e Barbora Krejčíková; nel main draw, approfitta del ritiro di Carina Witthoeft al primo turno mentre, al secondo, cede a Carla Suarez Navarro in tre set. In doppio, assieme a Barbora Strýcová, si aggiudica il titolo. A Miami, supera i primi due turni su Boulter (6–4 7–5) e Cirstea (7–5 6–2), accedendo agli ottavi, dove perde da Karolína Plíšková, n°5 del seeding, solo al tie break del terzo set.
Sulla terra non inizia bene: esce subito a Lugano (per mano della slovena Hercog) e non si qualifica a Stoccarda (estromessa da Kudermetova con un periodico 3–6). A Rabat supera i primi due turni a fatica contro Mattek-Sands (3–6 7–6(3) 6–1) e Zidansek (6(6)–7 6–3 6–3), accedendo ai quarti: qui sconfigge agevolmente Katarina Zavatska (doppio 6–1); in semifinale, perde malamente da Elise Mertens, 1° testa di serie. A Roma passa le qualificazioni contro Putinceva e Barthel; nel tabellone principale, non lascia scampo alla bielorussa Sabalenka, battendola per 6–2 6–4. Al secondo turno, viene sconfitta da Johanna Konta. A Strasburgo raggiunge i quarti di finale, cedendo a Buzarnescu per 0–6 3–6. Al Roland Garros esce subito per mano di Rebecca Peterson. Grazie ai buoni risultati colti sul mattone tritato, la taipeiana ritorna in top-50.
Sull'erba, non figura bene a Mallorca, dove viene subito fermata da Garcia. A Eastbourne raggiunge gli ottavi battendo Viklyantseva e Rybáriková; al terzo turno cede ad Ashleigh Barty, per 0–6 4–6. A Wimbledon partecipa come numero 48 del mondo: esordisce bene, battendo la 30° testa di serie Anastsija Pavljučenkova per 6–4 4–6 6–3. Al secondo turno si sbarazza di Lara Arruabarrena con un periodico 6–3; al terzo turno trova Simona Halep, n°1 del mondo e fresca campionessa del Roland Garros: Hsieh riesce a imporsi a sorpresa sulla romena chiudendo in suo favore l'incontro per 3–6 6–4 7–5 e centrando così il primo successo in carriera su una numero 1 del mondo.. Accede agli ottavi di finale, i primi nello slam londinese: nella circostanza, cede a Dominika Cibulková, per 4–6 1–6.
Dopo una sfortunata trasferta americana (dove raggiunge come miglior risultato il secondo turno agli US Open), partecipa al torneo di Hiroshima, dove è seconda testa di serie: batte Hercog (4–6 6–1 6–3) e Mandy Minella (6–3 6–2); ai quarti elimina la 5° testa di serie Ajla Tomljanovic in tre set, per 4–6 6–2 6–0. In semifinale, si sbarazza della testa di serie numero quattro, Wang Qiang, con un doppio 6–4. Hsieh torna a disputare la finale di un International, dopo 6 anni dall'ultima volta;  battendo nell'ultimo atto la giovane qualificata Amanda Anisimova con un duplice 6–2, la taipeiana conquista il 3º titolo WTA in carriera. Inoltre, Su-Wei riesce a ritornare in top-30, issandosi fino alla 29ª posizione. Nel successivo torneo giocato a Seoul trova un altro buon risultato, raggiungendo la semifinale da 6° forza del seeding. Nel penutimo atto, cede ad Ajla Tomljanovic in tre set tirati. Dopo due uscite premature a Wuhan e Pechino, torna in semifinale a Tianjin, dove si arrende a Caroline Garcia in due parziali.
Termina l'anno al n°28 del mondo.

### 2019: semifinale a Dubai e quarti a Miami in singolare; vittoria a Wimbledon e top-5 in doppio
Hsieh inizia l'anno a Auckland, dove è terza testa di serie: batte Polona Hercog per 6–2 6–3 all'esordio, mentre, al secondo, elimina Monica Puig per 6–1 7–6(3). Ai quarti ha la meglio sulla spagnola Sorribes Tormo per 6–3 6–2; accede in semifinale, dove trova la qualificata Bianca Andreescu: a sorpresa, Hsieh viene battuta dalla canadese con un doppio 3–6. A Sydney esordisce bene contro Danielle Collins, estromettendola per 7–6(4) 6–3; esce di scena al turno successivo contro Petra Kvitová (6(2)–7 2–6). Agli Australian Open sconfigge Stefanie Voegele (6–2 6–1) e Laura Siegemund (6–3 6–4); al terzo turno trova la n°4 del mondo Naomi Ōsaka che la batte per 5–7 6–4 6–1. A Hua Hin e Doha esce di scena prematuramente, perdendo, rispettivamente, al primo e al secondo turno.
A Dubai esordisce contro la n°11 del mondo Anastasija Sevastova: Hsieh ha la meglio per 6–4 6–2; al secondo, si sbrazza di Aljaksandra Sasnovič con lo score di 6–1 6–2. Agli ottavi trova Angelique Kerber, n°7 del mondo: Hsieh sfodera una prestazione eccellente, imponendosi in rimonta per 5–7 6–4 6–0 e centrando la prima vittoria su una top-10 nel 2019. Ai quarti trova una top-5, Karolína Plíšková: Su-Wei riesce a cogliere un altro strabiliante successo in tre set, per 6-4 1–6 7–5, trovando la prima semifinale Premier-5 della carriera. Nel penultimo atto cede solo a Petra Kvitová, n°4 del mondo, con il punteggio di 6–3 2–6 4–6. A Indian Wells, dopo il bye all'esordio, si arrende a Johanna Konta molto nettamente (0–6 2–6). A Miami ha nuovamente il bye al primo turno; al secondo turno elimina Alison Riske con lo score di 6–2 7–5. Al terzo turno ritrova Naomi Osaka, che questa volta ha lo status di n°1 del mondo: Hsieh riesce ad eliminarla, centrando la seconda vittoria in carriera su una n°1 del mondo (dopo quella su Halep a Wimbledon 2018) e accede al quarto turno, dove trova un'altra tennista che è stata n°1 del mondo, Caroline Wozniacki: Su-Wei riesce a ottenere un altro grande successo, battendo la danese per 6–3 6(0)–7 6–2 e garantendosi il pass ai quarti di finale. Qui affronta Anett Kontaveit, testa di serie n°21: al termine di un match molto combattuto, l'estone ha la meglio sulla taipeiana per 3–6 6–2 7–5. Grazie al grande torneo disputato, Hsieh sale al 24º posto nel ranking.
Ad aprile comincia per Su-Wei la stagione su terra, attraverso il torneo di Stoccarda: esordisce battendo la n°16 del mondo Wang Qiang (4–6 6–3 6–4) prima di arrendersi a Naomi Osaka (4–6 3–6). A Rabat, la taipeiana è 2° testa di serie: vince i primi due match in tre set su Gavrilova (6–1 3–6 6–2) e Arruabarrena (4–6 7–5 6–3). Viene fermata ai quarti da Johanna Konta, nuovamente in tre parziali (7–6(1) 4–6 4–6). Nel resto della parte di stagione sul rosso, non raccoglie risultati importanti, in quanto viene subito sconfitta a Madrid e Roma e fa secondo turno al Roland Garros (battuta da Petkovic).

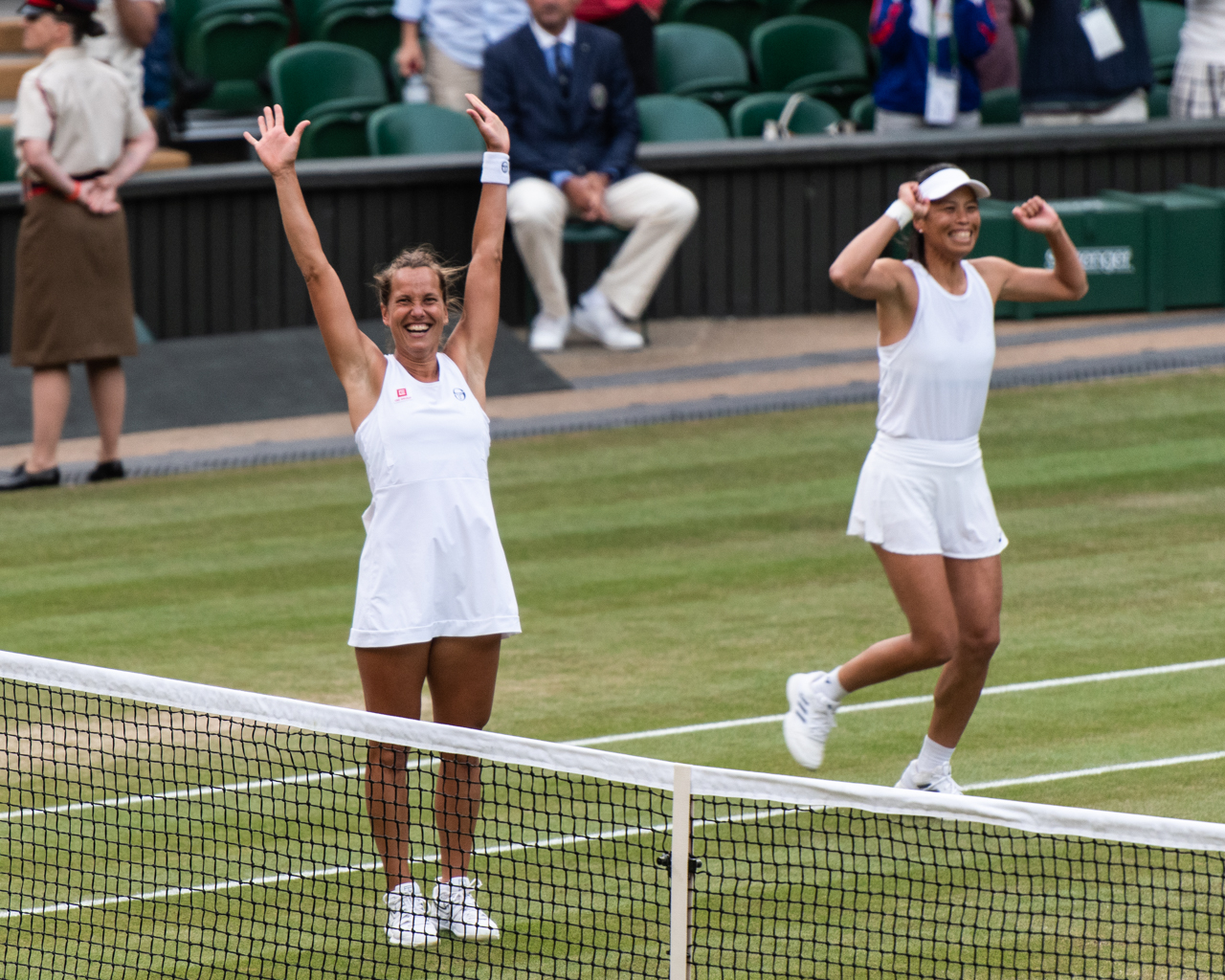
Hsieh Su-wei e Barbora Strýcová vincitrici a Wimbledon 2019

Sull'erba, gioca tre tornei: a Birmingham batte la 4° top-10 dell'anno, Aryna Sabalenka, al tie-break del terzo set per poi arrendersi alla compagna di doppio Barbora Strýcová per 6(3)77,– 3–6. A Eastbourne, si impone su Camila Giorgi per 6–3 4–6 6–4 prima di venir abbattuta da Simona Halep (2–6 0–6). Si ripresenta a Wimbledon, dove difende gli ottavi di finale: al primo turno elimina Jelena Ostapenko con un periodico 6–2 mentre, al secondo, si impone sulla semifinalista del 2013 Kirsten Flipkens (7–6(3) 6–3). Arriva al terzo turno, dove perde da Karolína Plíšková per 3–6 6–2 4–6.
Nello swing americano, coglie i quarti di finale a Washington, dove viene fermata dalla wild card Caty McNally (4–6 3–6). A Toronto esce subito contro la futura semifinalista Kenin (4–6 3–6). Gioca bene a Cincinnati, dove batte Wang Qiang all'esordio (6–3 6–4) e Jennifer Brady (7–6(9) 6–3) prima di cedere alla n°1 del mondo, Naomi Osaka, per 6(3)–7 7–5 2–6. Delude le aspettative agli US Open, dove esce di scena al secondo turno contro Karolína Muchová (1–6 6–4 6(2)–7). 
Nel torneo di Hiroshima, dove difendeva il titolo, si fa sorprendere ai quarti da Nao Hibino (4–6 3–6). A causa di questo risultato, esce dalla top-30. A Osaka elimina Muguruza all'esordio (3–6 7–6(1) 6–1) prima di arrendersi a Elise Mertens (3–6 6–1 2–6). Conclude la stagione giocando a Wuhan e Pechino: esce, rispettivamente, al secondo e primo turno.
Conclude la stagione al n°32 del mondo.
In doppio, assieme a Barbora Strýcová, disputa una grandissima stagione, vincendo 4 titoli: Dubai, Madrid, Birmingham e, soprattutto, Wimbledon. Inoltre, raggiungono la finale alle Finals di Shenzhen, dove cedono a Mladenovic/Babos. Grazie alla straordinaria annata disputata, chiude l'anno al n°4 delle classifiche mondiali.

### 2020: 4 titoli e n°1 del mondo in doppio
A Brisbane e Adelaide esce di scena subito, per mano, rispettivamente, di Kontaveit e di Sabalenka. Agli Australian Open non va meglio, in quanto cede subito a Julija Putinceva. A Dubai è costretta a passare le qualificazioni per entrare in tabellone; tuttavia, al primo turno, si arrende a Petra Martic in due set. A Doha esce all'esordio per mano della wild-card Vera Zvonareva con un doppio 4–6. A causa dei pessimi risultati colti in questo inizio stagionale, esce dalle prime 50 del mondo.
Da marzo ad agosto, il mondo del tennis è costretto a fermarsi a causa della pandemia mondiale di COVID-19: vengono annullati tutti i tornei previsti (tra cui Wimbledon) e i giochi olimpici di Tokyo vengono rimandati al 2021.
La taipeiana decide di riprendere a giocare a Roma, saltando la trasferta americana. Nel torneo italiano, cede nettamente alla testa di serie n°11, Elise Mertens. Al Roland Garros coglie la prima vittoria stagionale in un main draw, eliminando la qualificata Barbara Haas per; al secondo turno viene sconfitta dalla giovane Iga Świątek ,che poi vincerà il torneo. Termina la stagione al n°67 del mondo, peggiorando di oltre trenta posizioni rispetto alla fine del 2019 e vincendo solo 1 partita su 7 giocate nei main draw WTA.
In doppio, riesce a fare meglio che in singolare, riuscendo a vincere ben 4 titoli assieme alla compagna Strýcová. Le due conquistano i 2 Premier di Brisbane e Dubai e i due Premier 5 di Doha e Roma. In più, raggiungono anche la finale dell'Australian Open, persa da Mladenovic/Babos in 2 set. Grazie agli ottimi risultati, chiude la stagione al n°1 del mondo.

### 2021: quarti di finale a Melbourne in singolare; terzo successo a Wimbledon in doppio, titolo a Indian Wells e finale alle WTA Finals
Hsieh inizia l'anno al WTA 500 di Abu Dhabi, dove esordisce vittoriosamente contro l'ottava testa di serie Markéta Vondroušova. La sua avventura finisce al secondo turno per mano di Marta Kostyuk, che la batte. Partecipa allo Yarra Valley Classic di Melbourne, dove viene subito sconfitta da Alison Van Uytvanck. All'Australian Open, per la settima volta in carriera, supera il primo turno, battendo la qualificata Cvetana Pironkova; al secondo turno, estromette la n°8 del seeding Bianca Andreescu, centrando l'8° vittoria in carriera su una top-ten. Al terzo turno, sfida Sara Errani, contro cui non ha mai vinto un set in tre precedenti sfide: questa volta, Hsieh batte l'italiana. Agli ottavi, la taipeiana sconfigge Markéta Vondroušová, centrando i suoi primi quarti di finale a livello Slam in singolare e diventando la prima tennista del suo paese a raggiungere questo traguardo in era Open. Tra le ultime 8, Su-Wei cede alla n°3 del mondo e futura campionessa Naomi Ōsaka in due set. Hsieh gioca poi sulla terra: a Madrid, non riesce a passare il tabellone di qualificazione, perdendo al turno decisivo dalla slovena Zidansek; viene ripescata come lucky loser e il sorteggio la pone ancora contro Zidansek: la taipeiana perde nuovamente in due parziali. A Roma non passa il tabellone cadetto mentre a Parma si ferma al primo turno contro la 4° testa di serie Kasatkina. Al Roland Garros, viene eliminata da Wang Qiang in rimonta. La stagione su erba non regala successi a Hsieh, che perde all'esordio sia a Bimingham che a Wimbledon (contro Iga Świątek). Sul cemento americano, centra i quarti a Concord (WTA 125) mentre a Cincinnati passa dalle qualificazioni battendo Peyton Stearns e Lauren Davis; al primo turno, tuttavia, viene sconfitta nettamente da Coco Gauff,. A Chicago, la taipeiana si impone su Venus Williams all'esordio prima di cedere a Tereza Martincová in tre set. Allo US Open, batte Claire Liu  per poi perdere da Sara Sorribes Tormo, che le lascia 4 giochi. A Indian Wells, esordisce con un successo su Madison Brengle mentre al secondo turno viene sconfitta da Ostapenko. A Courmayeur viene eliminata al primo turno da Aliona Bolsova in tre set. 
In doppio, gioca all'Australian Open l'ultimo torneo della carriera in coppia con Strýcová, prossima al ritiro: le due si fermano al secondo turno, battute da Stojanović/Jurak in tre set. La taipeiana decide così di giocare in pianta stabile con Elise Mertens: dopo una sconfitta al secondo turno a Roma, le due giocano il loro primo slam al Roland Garros: cedono al terzo turno alle future finaliste Mattek-Sands/Świątek, facendosi annullare ben 7 match-points in quattro game consecutivi. Le due si presentano così a Birmingham, dove trovano la prima semifinale assieme con due comode vittorie su Stosur/Vandeweghe e Bains/Martincová. Nel penultimo atto, Mertens e Hsieh si arrendono a Jabeur/Perez. La settimana successiva, si presentano a Wimbledon, dove viene loro accreditata la testa di serie n°3: al primo turno, battono Voskoboeva/D'jačenko  mentre al secondo cedono un set a Golubic/Doi, imponendosi nettamente negli altri due. Agli ottavi, eliminano Muhammad/Pegula, giungendo ai primi quarti slam della partnership; nella circostanza, superano la coppia serba Stojanović/Krunić, approdando in semifinale, dove si impongono sulle nipponiche Aoyama/Shibahara in tre set; Hsieh si qualifica per la sua terza finale di Wimbledon, Mertens per la sua prima: le due affrontano la coppia russa Kudermetova/Vesnina, che ai quarti aveva eliminato le n°1 del mondo Siniaková/Krejčíková. Mertens/Hsieh vanno in svantaggio di un set e un break e nel nono game devono fronteggiare un championship-point, annullato al termine di un rocambolesco scambio vinto da Hsieh con una volée. Mertens e la taipeiana riescono a ottenere il contro-break e poi a vincere il secondo set). Nel terzo parziale, Mertens/Hsieh vanno avanti 5–3 ma non riescono a chiudere; Vesnina/Kudermetova servono poi per il match sul 7–6 ma una serie di tre giochi consecutivi regala il titolo a Hsieh/Mertens. Hsieh è la sesta atleta della storia di Wimbledon a vincere il trofeo con tre partner differenti (Mertens, Peng e Strycová), dopo Billie Jean King, Martina Navratilová, Jana Novotná, Helena Suková e Martina Hingis. Agli US Open, Mertens/Hsieh sono accreditate della prima testa di serie: le due arrivano agevolmente ai quarti, sconfiggendo Putinceva/Kalinskaja, Eikeri/Lechemia  e Minnen/Van Uytvanck ; tra le ultime otto coppie, le campionesse di Wimbledon cedono a sorpresa a Gauff/McNally. A Indian Wells, Mertens/Hsieh, da n°2 del seeding, arrivano in finale, battendo Jastrems'ka/Anisimova, Mattek-Sands/Świątek, Gauff/Fernandez e le teste di serie n°3 Aoyama/Shibahara. Nell'ultimo atto, superano Rybakina/Kudermetova, portando a casa il loro 2º titolo stagionale, il 31° della carriera per Hsieh e il terzo a Indian Wells. Grazie a questo successo, le due si qualificano per le WTA Finals di Guadalajara. Nella circostanza, Hsieh/Mertens vengono inserite nel gruppo El Tajín: nel primo scontro, affrontano Guarachi/Krawczyk e le battono. Nel secondo match, subiscono una netta sconfitta dalle campionesse del Roland Garros Krejčíková/Siniaková, giocandosi le speranze di passaggio del turno nell'ultimo incontro del girone contro Olmos/Fichman: Hsieh/Mertens vincono chiudendo il gruppo in seconda posizione e qualificandosi alla semifinale. Nella circostanza, le due si impongono su Aoyama/Shibahara per la terza volta nell'anno. Su-Wei ed Elise riaffrontano Krejčíková/Siniaková, contro cui avevano perso nel girone: anche in questo caso, le ceche prevalgono in due set, costando a Hsieh la terza sconfitta nell'ultimo atto delle WTA Finals su quattro giocate. Nel ranking, scende al 3º posto nella classifica di fine anno.

### 2022: pausa dalle competizioni
A gennaio scivola fuori dalle top100 della classifica WTA. A causa dell'uscita dei punti dei quarti raggiunti all'Australian Open 2021, la taipeiana esce dalla top-200. Hsieh non scenderà in campo per tutto il 2022, prendendosi una pausa dal circuito.

### 2023: il rientro e la vittoria al Roland Garros e a Wimbledon in doppio
Un po' a sorpresa, annuncia il suo rientro sulle scene del tennis per il torneo di doppio di Madrid, assieme alla storica compagna Barbora Strycová. Le due riescono a spingersi fino ai quarti con due successi su Chan/Chan e Katō/Sutjiadi, cedendo poi a Townsend/Fernandez tra le ultime otto coppie. 
Successivamente, gioca a Strasburgo, dove gareggia sia in singolare che in doppio. Con Xinyu Wang, si fermano al secondo turno, battute dalle sorelle Chan; in singolo, Hsieh riesce a superare le qualificazioni, battendo Malecková e Chang in due set; nel suo primo tabellone principale dal 2021, Su-Wei si arrende alla lucky loser Erin Routliffe. 
Grazie al ranking protetto, Hsieh partecipa poi al Roland Garros in doppio, suo primo slam dallo US Open 2021. Con Xinyu Wang, vincono agevolmente su Putinceva/Rachimova e su Mladenovic/Zhang, mentre al terzo turno si impongono su Krawczyk/Schuurs, 5° teste di serie. Nei quarti, lasciano 5 giochi a Samsonova/Kudermetova, raggiungendo così la semifinale, dove perdono il primo set del loro torneo ma superano ugualmente Perez/Melichar-Martinez, cogliendo così la prima finale slam assieme, la sesta complessiva per Hsieh e la seconda a Parigi. Nell'ultimo atto, Hsieh/Wang riescono a vincere il trofeo, battendo le 10° forze del seeding Fernandez/Townsend con il punteggio di 1–6 7–6(5) 6–1. Hsieh torna a trionfare nello slam francese a 9 anni dal primo trofeo conquistato e incamera il 5º titolo major della carriera.
Sull'erba, raggiunge i quarti in doppio a Birmingham con Barbora Strycová. Successivamente, si presenta a Wimbledon: in singolare, non riesce a passare il tabellone di qualificazione, arrendendosi all'ultimo turno contro l'italiana Stefanini. In doppio, assieme nuovamente a Strycová, riesce a spingersi fino alla semifinale, la prima assieme dal settembre 2020. Nel penultimo atto, sconfiggono agevolmente Bouzková/Sorribes Tormo, tornando in finale nei Championships a quattro anni di distanza dall'ultima colta. Nella circostanza, le due si impongono sulle n°3 del seeding Hunter/Mertens con lo score di 7–5 6–4, riuscendo ad aggiudicarsi il secondo titolo dello slam assieme; per Hsieh è il quarto sigillo a Wimbledon nonché il sesto slam complessivo.
Allo US Open, torna a giocare con Xinyu Wang: le due raggiungono i quarti di finale vincendo tutte le loro partite in tre set. Tra le ultime otto coppie, trovano le n°3 del seeding Pegula/Gauff: le asiatiche riescono a imporsi per 7–6(3) 3–6 6–4, con Hsieh che raggiunge la sua prima semifinale a New York dopo 11 anni. Nella circostanza, Hsieh e Wang si arrendono alle teste di serie n°16 e future campionesse Dabrowski/Routliffe in due set.
Chiude l'anno oltre la 700ª posizione in singolare, mentre in doppio termina al 6º posto, la sua settima stagione chiusa in top-10.

### 2024: ritiro dal singolare, primo successo all'Australian Open in doppio e due slam nel misto
La taipeiana inizia l'anno tentando le qualificazioni a Brisbane, perdendo subito da Jastrems'ka. All'Australian Open, parte dal tabellone di qualificazione grazie al ranking protetto, annunciando che questo sarà il suo ultimo torneo slam in carriera nel singolare: al primo turno, viene sconfitta dall'ungherese Bondár. Decide di gareggiare quindi in doppio e nel misto: in entrambe le specialità, Hsieh riesce a conquistare il titolo. Nel doppio, si ricongiunge con Elise Mertens, sua compagna nel 2021: da seconde teste di serie, riescono a vincere il secondo slam assieme, battendo Hunter/Siniaková in semifinale e Ostapenko/Kičenok nell'ultimo atto, con lo score di 6-1 7-5. Per Su-Wei è il settimo sigillo slam, il primo in assoluto in Australia. Nel misto, gioca con il polacco Zieliński per la prima volta: da 3° forze nel seeding, i due trionfano, superando in finale Krawczyk/Skupski per [11-9] al super-tiebreak, annullando anche un championship point. Per la tennista di Taipei è il primo titolo major nella specialità. Inoltre, Hsieh è la prima donna a conquistare i trofei del doppio e del misto nella stessa edizione dell'Australian Open dal 2000, quando a riuscirci fu Rennae Stubbs. Nel frattempo, scala la classifica di doppio, tornando a impadronirsi della seconda posizione del ranking: non occupava una posizione così alta dal novembre 2021, l'ultima volta in cui è stata n°1 della specialità.
La coppia torna in campo a Doha e Dubai, dove non raggiunge le fasi finali dei tornei. A Indian Wells, Hsieh/Mertens riescono a trionfare battendo Hunter/Siniaková per 6-3 6-4 e non cedendo alcun set nel loro percorso; per Su-Wei è il quarto titolo in California, oltreché il quarto assieme alla belga. Grazie al successo, la taipeiana scavalca la compagna nel ranking, tornando al n°1 del mondo dopo due anni e mezzo. Le due ottengono poi i quarti a Miami e Roma e la semifinale a Madrid, persa da Siegemund/Krejčíková. Al Roland Garros, dove Hsieh difende il titolo, la coppia si arrende a Navarro/Šnaider già al secondo round; a causa dei punti persi, dopo otto settimane perde la vetta del ranking, scendendo al n°2. 
Su erba, Hsieh/Mertens riescono a vincere il terzo titolo stagionale a Birmingham, superando agevolmente in finale Katō/Zhang (6-1 6-3). Per Su-Wei è il 7º titolo sul verde, il 35° in carriera nel circuito maggiore. A Wimbledon, Su-Wei non riesce a difendere il titolo vinto nel 2023: con Mertens, le due si fermano in semifinale contro Routliffe/Dabrowski. Nel misto, nuovamente con Jan Zieliński, raggiunge la seconda finale annuale nella specialità: imponendosi sui messicani González/Olmos, i due vincono il secondo slam annuale.

## Caratteristiche tecniche
Hsieh Su-wei è una giocatrice prevalentemente di doppio, ha la presa bimane su entrambi i fondamentali ed è veloce con i piedi. Il suo gioco non si basa sulla potenza dei colpi, bensì sulla tattica, utilizzando molte smorzate, in qualsiasi direzione, e pallonetti, a volte ripetuti in sequenza per confondere l'avversaria. Per la raffinatezza e l'incredibilità di alcuni suoi colpi si è spesso guadagnata il soprannome di "maga".

## Statistiche WTA

### Singolare

#### Vittorie (3)
| Legenda               | Legenda      |
| --------------------- | ------------ |
| Grande Slam (0)       |              |
| Ori Olimpici (0)      |              |
| WTA Finals (0)        |              |
| WTA Elite Trophy (0)  |              |
| Dal 2009 al 2020      | Dal 2021     |
| Premier Mandatory (0) | WTA 1000 (0) |
| Premier 5 (0)         | WTA 1000 (0) |
| Premier (0)           | WTA 500 (0)  |
| International (3)     | WTA 250 (0)  |

| N. | Data              | Torneo                        | Superficie | Avversaria in finale | Punteggio          |
| 1. | 4 marzo 2012      | Malaysian Open, Kuala Lumpur  | Cemento    | Petra Martić         | 2–6, 7–5, 4–1 rit. |
| 2. | 22 settembre 2012 | Guangzhou Open, Canton        | Cemento    | Laura Robson         | 6–3, 5–7, 6–4      |
| 3. | 16 settembre 2018 | Japan Women's Open, Hiroshima | Cemento    | Amanda Anisimova     | 6–2, 6–2           |

### Doppio

#### Vittorie (35)
| Legenda              | Legenda               | Legenda      |
| -------------------- | --------------------- | ------------ |
| Grande Slam (7)      |                       |              |
| Ori Olimpici (0)     |                       |              |
| WTA Finals (1)       |                       |              |
| WTA Elite Trophy (0) |                       |              |
| Prima del 2009       | Dal 2009 al 2020      | Dal 2021     |
| Tier I (0)           | Premier Mandatory (4) | WTA 1000 (2) |
| Tier II (1)          | Premier 5 (7)         | WTA 1000 (2) |
| Tier III (1)         | Premier (4)           | WTA 500 (0)  |
| Tier IV (2)          | International (5)     | WTA 250 (1)  |
| Tier V (0)           | International (5)     | WTA 250 (1)  |

| N.  | Data              | Torneo                                | Superficie  | Compagna           | Avversarie in finale                  | Punteggio              |
| 1.  | 23 settembre 2007 | China Open, Pechino                   | Cemento     | Chuang Chia-jung   | Han Xinyun Xu Yi-Fan                  | 7–6(3), 6–3            |
| 2.  | 30 settembre 2007 | Korea Open, Seul                      | Cemento     | Chuang Chia-jung   | Eléni Daniilídou Jasmin Wöhr          | 6–2, 6–2               |
| 3.  | 14 settembre 2008 | Bali Tennis Classic, Bali             | Cemento (i) | Peng Shuai         | Marta Domachowska Nadia Petrova       | 6(4)–7, 7–6(3), [10–7] |
| 4.  | 28 settembre 2008 | Korea Open, Seoul (2)                 | Cemento     | Chuang Chia-jung   | Vera Duševina Marija Kirilenko        | 6–3, 6–0               |
| 5.  | 16 gennaio 2009   | Sydney International, Sydney          | Cemento     | Peng Shuai         | Nathalie Dechy Casey Dellacqua        | 6–0, 6–1               |
| 6.  | 9 maggio 2009     | Internazionali d'Italia, Roma         | Terra rossa | Peng Shuai         | Daniela Hantuchová Ai Sugiyama        | 7–5, 7–6(5)            |
| 7.  | 11 ottobre 2009   | China Open, Pechino (2)               | Cemento     | Peng Shuai         | Alla Kudrjavceva Ekaterina Makarova   | 6–3, 6–1               |
| 8.  | 24 settembre 2011 | Guangzhou Open, Canton                | Cemento     | Zheng Saisai       | Chan Chin-Wei Han Xinyun              | 6–2, 6–1               |
| 9.  | 18 giugno 2012    | Birmingham Classic, Birmingham        | Erba        | Tímea Babos        | Liezel Huber Lisa Raymond             | 7–5, 6(2)–7, [10–8]    |
| 10. | 19 maggio 2013    | Internazionali d'Italia, Roma (2)     | Terra rossa | Peng Shuai         | Sara Errani Roberta Vinci             | 4–6, 6–3, [10–8]       |
| 11. | 6 luglio 2013     | Torneo di Wimbledon, Londra           | Erba        | Peng Shuai         | Ashleigh Barty Casey Dellacqua        | 7–6(1), 6–1            |
| 12. | 18 agosto 2013    | Cincinnati Open, Cincinnati           | Cemento     | Peng Shuai         | Anna-Lena Grönefeld Květa Peschke     | 2–6, 6–3, [12–10]      |
| 13. | 22 settembre 2013 | Guangzhou Open, Canton (2)            | Cemento     | Peng Shuai         | Vania King Galina Voskoboeva          | 6–3, 4–6, [12–10]      |
| 14. | 27 ottobre 2013   | WTA Tour Championships, Istanbul      | Cemento (i) | Peng Shuai         | Elena Vesnina Ekaterina Makarova      | 6–4, 7–5               |
| 15. | 16 febbraio 2014  | Qatar Ladies Open, Doha               | Cemento     | Peng Shuai         | Květa Peschke Katarina Srebotnik      | 6–4, 6–0               |
| 16. | 15 marzo 2014     | Indian Wells Open, Indian Wells       | Cemento     | Peng Shuai         | Cara Black Sania Mirza                | 7–6(5), 6–2            |
| 17. | 8 giugno 2014     | Open di Francia, Parigi               | Terra rossa | Peng Shuai         | Sara Errani Roberta Vinci             | 6–4, 6–1               |
| 18. | 26 febbraio 2017  | Hungarian Ladies Open, Budapest       | Cemento (i) | Oksana Kalašnikova | Arina Rodionova Galina Voskoboeva     | 6–3, 4–6, [10–4]       |
| 19. | 16 aprile 2017    | Ladies Open Biel Bienne, Bienne       | Cemento (i) | Monica Niculescu   | Timea Bacsinszky Martina Hingis       | 5–7, 6–3, [10–7]       |
| 20. | 17 marzo 2018     | Indian Wells Open, Indian Wells (2)   | Cemento     | Barbora Strýcová   | Ekaterina Makarova Elena Vesnina      | 6–4, 6–4               |
| 21. | 23 febbraio 2019  | Dubai Tennis Championships, Dubai     | Cemento     | Barbora Strýcová   | Lucie Hradecká Ekaterina Makarova     | 6–4, 6–4               |
| 22. | 11 maggio 2019    | Madrid Open, Madrid                   | Terra rossa | Barbora Strýcová   | Gabriela Dabrowski Xu Yifan           | 6–3, 6–1               |
| 23. | 23 giugno 2019    | Birmingham Classic, Birmingham (2)    | Erba        | Barbora Strýcová   | Anna-Lena Grönefeld Demi Schuurs      | 6–4, 6(4)–7, [10–8]    |
| 24. | 14 luglio 2019    | Torneo di Wimbledon, Londra (2)       | Erba        | Barbora Strýcová   | Gabriela Dabrowski Xu Yifan           | 6–2, 6–4               |
| 25. | 12 gennaio 2020   | Brisbane International, Brisbane      | Cemento     | Barbora Strýcová   | Ashleigh Barty Kiki Bertens           | 3–6, 7–6(7), [10–8]    |
| 26. | 22 febbraio 2020  | Dubai Tennis Championships, Dubai (2) | Cemento     | Barbora Strýcová   | Barbora Krejčíková Zheng Saisai       | 7–5, 3–6, [10–5]       |
| 27. | 28 febbraio 2020  | Qatar Ladies Open, Doha (2)           | Cemento     | Barbora Strýcová   | Gabriela Dabrowski Jeļena Ostapenko   | 6–2, 5–7, [10–2]       |
| 28. | 20 settembre 2020 | Internazionali d'Italia, Roma (3)     | Terra rossa | Barbora Strýcová   | Anna-Lena Friedsam Ioana Raluca Olaru | 6–2, 6–2               |
| 29. | 10 luglio 2021    | Torneo di Wimbledon, Londra (3)       | Erba        | Elise Mertens      | Veronika Kudermetova Elena Vesnina    | 3–6, 7–5, 9–7          |
| 30. | 16 ottobre 2021   | Indian Wells Open, Indian Wells (3)   | Cemento     | Elise Mertens      | Veronika Kudermetova Elena Rybakina   | 7–6(1), 6–3            |
| 31. | 11 giugno 2023    | Open di Francia, Parigi (2)           | Terra rossa | Wang Xinyu         | Leylah Fernandez Taylor Townsend      | 1–6, 7–6(5), 6–1       |
| 32. | 16 luglio 2023    | Torneo di Wimbledon, Londra (4)       | Erba        | Barbora Strýcová   | Storm Hunter Elise Mertens            | 7–5, 6–4               |
| 33. | 28 gennaio 2024   | Australian Open, Melbourne            | Cemento     | Elise Mertens      | Ljudmyla Kičenok Jeļena Ostapenko     | 6–1, 7–5               |
| 34. | 16 marzo 2024     | Indian Wells Open, Indian Wells (4)   | Cemento     | Elise Mertens      | Storm Hunter Kateřina Siniaková       | 6-3, 6-4               |
| 35. | 23 giugno 2024    | Birmingham Classic, Birmingham (3)    | Erba        | Elise Mertens      | Miyu Katō Zhang Shuai                 | 6-1, 6-3               |

#### Sconfitte (19)
| Legenda              | Legenda               | Legenda      |
| -------------------- | --------------------- | ------------ |
| Grande Slam (3)      |                       |              |
| Argenti Olimpici (0) |                       |              |
| WTA Finals (3)       |                       |              |
| WTA Elite Trophy (0) |                       |              |
| Prima del 2009       | Dal 2009 al 2020      | Dal 2021     |
| Tier I (0)           | Premier Mandatory (0) | WTA 1000 (1) |
| Tier II (0)          | Premier 5 (1)         | WTA 1000 (1) |
| Tier III (2)         | Premier (4)           | WTA 500 (0)  |
| Tier IV (3)          | International (1)     | WTA 250 (1)  |
| Tier V (0)           | International (1)     | WTA 250 (1)  |

| N.  | Data              | Torneo                                | Superficie  | Compagna          | Avversarie in finale                       | Punteggio           |
| 1.  | 3 ottobre 2004    | Korea Open, Seul                      | Cemento     | Chuang Chia-jung  | Cho Yoon-jeong Jeon Mi-ra                  | 3–6, 6–1, 5–7       |
| 2.  | 6 gennaio 2007    | ASB Classic, Auckland                 | Cemento     | Shikha Uberoi     | Janette Husárová Paola Suárez              | 0–6, 2–6            |
| 3.  | 18 febbraio 2007  | Bangalore Open, Bangalore             | Cemento     | Alla Kudrjavceva  | Chan Yung-Jan Chuang Chia-jung             | 7–6(4), 2–6, [9–11] |
| 4.  | 10 febbraio 2008  | Pattaya Open, Pattaya                 | Cemento     | Vania King        | Chan Yung-Jan Chuang Chia-jung             | 4–6, 3–6            |
| 5.  | 17 agosto 2008    | Cincinnati Open, Cincinnati           | Cemento     | Jaroslava Švedova | Marija Kirilenko Nadia Petrova             | 3–6, 6–4, [8–10]    |
| 6.  | 26 ottobre 2014   | WTA Finals, Singapore                 | Cemento (i) | Peng Shuai        | Sania Mirza Cara Black                     | 1–6, 0–6            |
| 7.  | 28 febbraio 2015  | Qatar Ladies Open, Doha               | Cemento     | Sania Mirza       | Raquel Kops-Jones Abigail Spears           | 4–6, 4–6            |
| 8.  | 19 agosto 2017    | Cincinnati Open, Cincinnati (2)       | Cemento     | Monica Niculescu  | Chan Yung-jan Martina Hingis               | 6–4, 4–6, [7–10]    |
| 9.  | 24 febbraio 2018  | Dubai Tennis Championships, Dubai     | Cemento     | Peng Shuai        | Chan Hao-ching Yang Zhaoxuan               | 6–4, 2–6, [6–10]    |
| 10. | 25 agosto 2018    | New Haven Open, New Haven             | Cemento     | Laura Siegemund   | Andrea Sestini Hlaváčková Barbora Strýcová | 4–6, 7–6(7), [4–10] |
| 11. | 23 settembre 2018 | Korea Open, Seoul (2)                 | Cemento     | Hsieh Shu-ying    | Choi Ji-hee Han Na-lae                     | 3–6, 2–6            |
| 12. | 21 settembre 2019 | Pan Pacific Open, Osaka               | Cemento     | Hsieh Shu-ying    | Chan Hao-ching Latisha Chan                | 5–7, 5–7            |
| 13. | 3 novembre 2019   | WTA Finals, Shenzhen (2)              | Cemento (i) | Barbora Strýcová  | Tímea Babos Kristina Mladenovic            | 1–6, 3–6            |
| 14. | 31 gennaio 2020   | Australian Open, Melbourne            | Cemento     | Barbora Strýcová  | Tímea Babos Kristina Mladenovic            | 2–6, 1–6            |
| 15. | 17 novembre 2021  | WTA Finals, Guadalajara (3)           | Cemento     | Elise Mertens     | Barbora Krejčíková Kateřina Siniaková      | 3–6, 4–6            |
| 16. | 26 gennaio 2025   | Australian Open, Melbourne (2)        | Cemento     | Jeļena Ostapenko  | Kateřina Siniaková Taylor Townsend         | 2–6, 7–6(4), 3–6    |
| 17. | 22 febbraio 2025  | Dubai Tennis Championships, Dubai (2) | Cemento     | Jeļena Ostapenko  | Kateřina Siniaková Taylor Townsend         | 6(5)7, 4–6          |
| 18. | 28 giugno 2025    | Eastbourne Open, Eastbourne           | Erba        | Maya Joint        | Marie Bouzková Anna Danilina               | 4-6, 5-7            |
| 19. | 13 luglio 2025    | Torneo di Wimbledon, Londra           | Erba        | Jeļena Ostapenko  | Veronika Kudermetova Elise Mertens         | 6-3, 2-6, 4-6       |

### Doppio misto

#### Vittorie (2)
| Legenda                 |
| ----------------------- |
| Australian Open (1)     |
| Open di Francia (0)     |
| Torneo di Wimbledon (1) |
| US Open (0)             |
| Ori Olimpici (0)        |

| N. | Anno            | Torneo                      | Superficie | Compagno      | Avversari in finale              | Punteggio           |
| 1. | 26 gennaio 2024 | Australian Open, Melbourne  | Cemento    | Jan Zieliński | Desirae Krawczyk Neal Skupski    | 6(5)–7, 6–4, [11–9] |
| 2. | 14 luglio 2024  | Torneo di Wimbledon, Londra | Erba       | Jan Zieliński | Giuliana Olmos Santiago González | 6–4, 6–2            |

## Circuito WTA 125

### Singolare

#### Sconfitte (1)
| N. | Data             | Torneo                | Superficie | Avversaria in finale | Punteggio |
| 1. | 12 novembre 2017 | Hua Hin Open, Hua Hin | Cemento    | Belinda Bencic       | 3–6, 4–6  |

### Doppio

#### Vittorie (1)
| N. | Data             | Torneo                | Superficie | Compagna       | Avversarie in finale     | Punteggio   |
| 1. | 25 novembre 2017 | Hawaii Open, Honolulu | Cemento    | Hsieh Shu-ying | Eri Hozumi Asia Muhammad | 6–1, 7–6(3) |

## Statistiche ITF

### Singolare

#### Vittorie (27)
| Torneo $100.000 (4) |
| Torneo $80.000 (0)  |
| Torneo $75.000 (1)  |
| Torneo $60.000 (0)  |
| Torneo $50.000 (1)  |
| Torneo $25.000 (16) |
| Torneo $15.000 (0)  |
| Torneo $10.000 (5)  |

| N.  | Data              | Torneo                                                   | Superficie  | Avversaria in finale  | Punteggio           |
| 1.  | 4 febbraio 2001   | ITF Women's Circuit Wellington, Wellington               | Cemento     | Shelley Stephens      | 6–2, 6–4            |
| 2.  | 18 marzo 2001     | ITF Women's Circuit Kao-Hsiung City, Kaohsiung           | Cemento     | Chuang Chia-jung      | 6–4, 3–6, 6–3       |
| 3.  | 12 agosto 2001    | ITF Women's Circuit Bangkok, Bangkok                     | Cemento     | Angelique Widjaja     | 7–6(4), 6–2         |
| 4.  | 19 agosto 2001    | ITF Women's Circuit Bangkok, Bangkok                     | Cemento     | Napaporn Tongsalee    | 6–3, 6–2            |
| 5.  | 16 settembre 2001 | ITF Women's Circuit Peachtree City, Peachtree City       | Cemento     | Marie-Ève Pelletier   | 6–4, 3–6, 6–4       |
| 6.  | 17 agosto 2003    | ITF Women's Circuit Saitama, Saitama                     | Cemento (i) | Ryoko Takemura        | 6–3, 6–2            |
| 7.  | 5 giugno 2005     | ITF Women's Circuit Gunma, Gunma                         | Sintetico   | Seiko Okamoto         | 6–1, 6–2            |
| 8.  | 12 giugno 2005    | ITF Women's Circuit Seoul, Seul                          | Cemento     | Kim Jin-hee           | 6–2, 2–6, 6–3       |
| 9.  | 19 giugno 2005    | ITF Incheon Women's Challenger Tennis, Incheon           | Cemento     | Yoo Mi                | 6–1, 6–2            |
| 10. | 24 luglio 2005    | Kurume Best Amenity International Women's Tennis, Kurume | Erba        | Erika Takao           | 6–2, 6–3            |
| 11. | 5 novembre 2006   | ITF Women's Circuit Sutama, Sutama                       | Terra rossa | Chuang Chia-jung      | 6–4, 6–3            |
| 12. | 25 marzo 2007     | USTA Challenger of Redding, Redding                      | Cemento     | Ekaterina Afinogenova | 6–3, 6(4)–7, 7–6(5) |
| 13. | 13 maggio 2007    | ITF Gimcheon Women's Challenger Tennis, Gimcheon         | Cemento     | Chan Chin-wei         | 6–2, 6–4            |
| 14. | 27 aprile 2008    | ITF Incheon Women's Challenger Tennis, Incheon           | Cemento     | Xie Yanze             | 6–1, 6–1            |
| 15. | 7 settembre 2008  | Sekisho Challenge Open, Tsukuba                          | Cemento     | Xie Yanze             | 4–6, 6–3, 6–0       |
| 16. | 19 ottobre 2008   | Gosen Cup, Makinohara                                    | Sintetico   | Akiko Yonemura        | 6–1, 3–6, 6–3       |
| 17. | 27 settembre 2009 | Gosen Cup, Makinohara                                    | Sintetico   | Misaki Doi            | 2–6, 7–5, 7–6(4)    |
| 18. | 27 febbraio 2011  | Mildura Grand Tennis International, Mildura              | Erba        | Katie O'Brien         | 6–1, 6–2            |
| 19. | 7 agosto 2011     | Beijing International Challenger, Pechino                | Cemento     | Kurumi Nara           | 6–2, 6–2            |
| 20. | 23 ottobre 2011   | Samsung Securities Cup, Seul                             | Cemento     | Yurika Sema           | 6–1, 6–0            |
| 21. | 15 aprile 2012    | ITF Women's Circuit Wenshan, Wenshan                     | Cemento     | Zheng Saisai          | 6–3, 6–3            |
| 22. | 16 settembre 2012 | Ningbo Challenger, Ningbo                                | Cemento     | Zhang Shuai           | 6–2, 6–2            |
| 23. | 14 ottobre 2012   | ITF Women's Circuit Suzhou, Suzhou                       | Cemento     | Duan Yingying         | 6–2, 6–2            |
| 24. | 4 aprile 2015     | ITF Women's Circuit Shenzhen, Shenzhen                   | Cemento     | Yang Zhaoxuan         | 6–2, 6–2            |
| 25. | 1º maggio 2015    | ITF Women's Circuit Nanning, Nanning                     | Cemento     | Jang Su-jeong         | 6–2, 6–3            |
| 26. | 26 novembre 2015  | Nanjing Ladies Open, Nanchino                            | Cemento     | Julija Putinceva      | 7–6(5), 2–6, 6–2    |
| 27. | 23 dicembre 2016  | Al Habtoor Tennis Challenge, Dubai                       | Cemento     | Natal'ja Vichljanceva | 6–2, 6–2            |

#### Sconfitte (4)
| Torneo $100.000 (1) |
| Torneo $80.000 (0)  |
| Torneo $75.000 (1)  |
| Torneo $60.000 (0)  |
| Torneo $50.000 (0)  |
| Torneo $25.000 (2)  |
| Torneo $15.000 (0)  |
| Torneo $10.000 (0)  |

| N. | Data             | Torneo                                   | Superficie  | Avversaria in finale | Punteggio        |
| 1. | 30 maggio 2004   | ITF Women's Circuit Seoul, Seul          | Cemento     | Kim Jin-hee          | 2–6, 4–6         |
| 2. | 19 novembre 2006 | ITF Women's Circuit Kaohsiung, Kaohsiung | Cemento     | Chan Yung-jan        | 7–5, 6(6)–7, 0–6 |
| 3. | 30 luglio 2011   | ITF Women's Circuit Fergana, Fergana     | Cemento     | Ayu Fani Damayanti   | 3–6, 4–6         |
| 4. | 5 giugno 2016    | Open GDF SUEZ de Marseille, Marsiglia    | Terra rossa | Danka Kovinić        | 2–6, 3–6         |

### Doppio

#### Vittorie (23)
| Torneo $100.000 (3) |
| Torneo $80.000 (0)  |
| Torneo $75.000 (0)  |
| Torneo $60.000 (0)  |
| Torneo $50.000 (6)  |
| Torneo $25.000 (11) |
| Torneo $15.000 (0)  |
| Torneo $10.000 (3)  |

| N.  | Data             | Torneo                                                                          | Superficie    | Compagna            | Avversarie in finale                 | Punteggio        |
| 1.  | 5 agosto 2001    | ITF Women's Circuit Bangkok, Bangkok                                            | Cemento       | Chan Chin-wei       | Chae Kyung-yee Kim Jin-hee           | 6–1, 6–3         |
| 2.  | 21 aprile 2002   | ITF Women's Circuit Gunma, Gunma                                                | Sintetico     | Chan Chin-wei       | Kumiko Iijima Mari Inoue             | 6–0, 6–1         |
| 3.  | 21 giugno 2004   | ITF Incheon Women's Challenger Tennis, Incheon                                  | Cemento       | Chan Chin-wei       | Choi Jin-young Kim Mi-ok             | 6–2, 6–0         |
| 4.  | 23 agosto 2004   | ITF Women's Circuit New Delhi, Nuova Delhi                                      | Cemento       | Chuang Chia-jung    | Akgul Amanmuradova Sania Mirza       | 7–6(8), 6–4      |
| 5.  | 21 febbraio 2005 | Caesar & Imperial Cup, Taipei                                                   | Cemento       | Chuang Chia-jung    | Ryōko Fuda Seiko Okamoto             | 6–3, 6–2         |
| 6.  | 31 maggio 2005   | ITF Women's Circuit Gunma, Gunma                                                | Cemento       | Chan Chin-wei       | Ayami Takase Mayumi Yamamoto         | 6–2, 1–1 rit.    |
| 7.  | 6 giugno 2005    | ITF Women's Circuit Seoul, Seul                                                 | Cemento       | Chan Chin-wei       | Maki Arai Lee Eun-jeong              | 6–2, 6–1         |
| 8.  | 13 giugno 2005   | ITF Incheon Women's Challenger Tennis, Incheon                                  | Cemento       | Chan Chin-wei       | Choi Jin-young Lee Ye-ra             | 6–2, 7–6(4)      |
| 9.  | 19 luglio 2005   | Kurume Best Amenity International Women's Tennis, Kurume                        | Erba          | Chan Chin-wei       | Ayumi Morita Erika Sema              | 6–4, 6–3         |
| 10. | 5 novembre 2005  | ITF Women's Circuit Beijing, Pechino                                            | Cemento       | Yan Zi              | Chan Chin-wei Hsu Wen-hsin           | 6–0, 6–2         |
| 11. | 29 novembre 2005 | ITF Women's Circuit Palm Beach Gardens, Palm Beach Gardens                      | Terra verde   | Chan Chin-wei       | Olga Vymetálková Kateřina Böhmová    | 7–6(2), 7–5      |
| 12. | 2 maggio 2006    | Kangaroo Cup, Gifu                                                              | Erba          | Chan Chin-wei       | Chan Yung-jan Chuang Chia-jung       | 7–6(5), 3–6, 7–5 |
| 13. | 22 ottobre 2006  | Gosen Cup, Makinohara                                                           | Erba          | Kumiko Iijima       | Keiko Taguchi Kim Hea-mi             | 6–3, 4–6, 6–0    |
| 14. | 29 ottobre 2006  | Tokyu Harvest Cup Hamanako, Hamanako                                            | Erba          | Chuang Chia-jung    | Maki Arai Seiko Okamoto              | 7–6(2), 7–5      |
| 15. | 6 novembre 2006  | ITF Women's Circuit Shenzhen, Shenzhen                                          | Cemento       | Alla Kudrjavceva    | Akgul Amanmuradova Iroda Tulyaganova | 2–0 rit.         |
| 16. | 13 marzo 2007    | ITF Women's Circuit Orange, Orange                                              | Terra verde   | Jorgelina Cravero   | Chan Chin-wei Tetjana Lužans'ka      | 6–3, 6–1         |
| 17. | 7 maggio 2007    | ITF Gimcheon Women's Challenger Tennis, Gimcheon                                | Cemento       | Chan Chin-wei       | Tetjana Lužans'ka Romana Tedjakusuma | 7–5, 6–4         |
| 18. | 18 maggio 2008   | Open International Féminin Midi-Pyrénées Saint-Gaudens Comminges, Saint-Gaudens | Terra rossa   | Marie-Ève Pelletier | Aurélie Védy Chanelle Scheepers      | 6–4, 6–0         |
| 19. | 20 ottobre 2008  | OEC Taipei Ladies Open, Taipei                                                  | Sintetico (i) | Chuang Chia-jung    | Hsu Wen-hsin Hwang I-hsuan           | 6–3, 6–3         |
| 20. | 9 aprile 2012    | ITF Women's Circuit Wenshan, Wenshan                                            | Cemento       | Hsieh Shu-ying      | Liu Wanting Xu Yifan                 | 6–3, 6–2         |
| 21. | 30 maggio 2016   | Open GDF SUEZ de Marseille, Marsiglia                                           | Terra rossa   | Nicole Melichar     | Jana Čepelová Lourdes Domínguez Lino | 1–6, 6–3, [10–3] |
| 22. | 8 ottobre 2016   | ITF Women's Circuit Porto, Porto                                                | Terra rossa   | Hsieh Shu-ying      | Francisca Jorge Rita Vilaça          | 6-3, 6-4         |
| 23. | 8 maggio 2017    | Open GDF SUEZ de Cagnes-sur-Mer Alpes-Maritimes, Cagnes-sur-Mer                 | Terra rossa   | Chang Kai-chen      | Ioana Raluca Olaru Renata Voráčová   | 7–5, 6–1         |

#### Sconfitte (15)
| Torneo $100.000 (2) |
| Torneo $80.000 (0)  |
| Torneo $75.000 (1)  |
| Torneo $60.000 (0)  |
| Torneo $50.000 (2)  |
| Torneo $25.000 (6)  |
| Torneo $15.000 (0)  |
| Torneo $10.000 (4)  |

| N.  | Data              | Torneo                                                         | Superficie    | Compagna            | Avversarie in finale            | Punteggio           |
| 1.  | 29 gennaio 2001   | ITF Women's Circuit Wellington, Wellington                     | Cemento       | Annette Kolb        | Donna McIntyre Shelley Stephens | 5–7, 6–0, 2–6       |
| 2.  | 21 aprile 2002    | ITF Women's Circuit Seul, Seul                                 | Cemento       | Chan Chin-wei       | Choi Jin-young Kim Mi-ok        | 2–6, 6(5)–7         |
| 3.  | 25 agosto 2003    | ITF Women's Circuit Saitama, Saitama                           | Cemento       | Mari Inoue          | Chang Kyung-mi Ryoko Takemura   | 2–6, 2–6            |
| 4.  | 31 agosto 2003    | ITF Women's Circuit Fukuoka, Fukuoka                           | Cemento       | Mari Inoue          | Tomoko Taira Mayumi Yamamoto    | 1–6, 4–6            |
| 5.  | 15 settembre 2003 | ITF Women's Circuit Kyoto, Kyoto                               | Sintetico (i) | Mari Inoue          | Chang Kyung-mi Ryoko Takemura   | 5–7, 5–7            |
| 6.  | 23 ottobre 2004   | ITF Women's Circuit Haibara, Distretto di Haibara              | Sintetico     | Chuang Chia-jung    | Chan Chin-wei Chan Yung-jan     | 6(5)–7, 6–4, 6(3)–7 |
| 7.  | 30 ottobre 2004   | ITF Women's Circuit Shenzhen, Shenzhen                         | Cemento       | Chuang Chia-jung    | Yan Zi Zheng Jie                | 3–6, 1–6            |
| 8.  | 27 novembre 2004  | City of Mount Gambier Blue Lake Women's Classic, Mount Gambier | Cemento       | Ryōko Fuda          | Chan Chin-wei Chan Yung-jan     | 3–6, 7–5, 5–7       |
| 9.  | 22 maggio 2005    | ITF Changwon Women's Challenger Tennis, Changwon               | Cemento       | Chan Chin-wei       | Chuang Chia-jung Seiko Okamoto  | 2–6, 5–7            |
| 10. | 9 giugno 2006     | Surbiton Trophy, Surbiton                                      | Erba          | Tamarine Tanasugarn | Casey Dellacqua Trudi Musgrave  | 3–6, 3–6            |
| 11. | 18 novembre 2006  | ITF Women's Circuit Kaohsiung, Kaohsiung                       | Cemento       | Chan Chin-wei       | Chan Yung-jan Chuang Chia-jung  | 6(1)–7, 1–6         |
| 12. | 20 marzo 2007     | USTA Challenger of Redding, Redding                            | Cemento       | Jorgelina Cravero   | Chan Chin-wei Julie Ditty       | 3–6, 2–6            |
| 13. | 29 ottobre 2007   | OEC Cup Taiwan Ladies Open, Taoyuan                            | Cemento       | Hsieh Yu-chieh      | Chan Hao-ching Chan Yung-jan    | 1–6, 6–2, [12–14]   |
| 14. | 7 novembre 2010   | OEC Taipei Ladies Open, Taipei                                 | Sintetico (i) | Sania Mirza         | Chang Kai-chen Chuang Chia-jung | 4–6, 2–6            |
| 15. | 17 dicembre 2016  | Al Habtoor Tennis Challenge, Dubai                             | Cemento       | Valerija Savinych   | Mandy Minella Nina Stojanović   | 3–6, 6–3, [4–10]    |

## Risultati in progressione
| Sigla | Risultato               |
| ----- | ----------------------- |
| V     | Vincitore               |
| F     | Finalista               |
| SF    | Semifinalista           |
| O     | Oro olimpico            |
| A     | Argento olimpico        |
| SF    | Bronzo olimpico         |
| QF    | Quarti di Finale        |
| 4T    | Quarto turno            |
| 3T    | Terzo turno             |
| 2T    | Secondo turno           |
| 1T    | Primo turno             |
| RR    | Round Robin             |
| LQ    | Turno di qualificazione |
| A     | Assente                 |
| ND    | Non disputato           |

| Legenda superfici    |
| -------------------- |
| Cemento              |
| Terra battuta        |
| Erba                 |
| Superficie variabile |

### Singolare
Aggiornato a fine WTA Tour 2023
| Tornei del Grande Slam                   |               |               |               |               |               |               |               |               |                 |                 |                 |               |                 |                   |                   |                   |                   |                   |                   |                   |                   |                   |                   |             |             |
| Australian Open                          | A             | Q2            | A             | A             | A             | Q3            | Q2            | 4T            | 1T              | A               | A               | Q2            | 2T              | 1T                | Q1                | 2T                | 2T                | 4T                | 3T                | 1T                | QF                | A                 | A                 | 0 / 10      | 15–10       |
| Open di Francia                          | A             | Q3            | A             | A             | A             | 1T            | 1T            | 1T            | Q1              | A               | A               | 1T            | 1T              | Q1                | Q1                | 2T                | 3T                | 1T                | 2T                | 2T                | 1T                | A                 | A                 | 0 / 11      | 5–11        |
| Wimbledon                                | A             | Q2            | A             | A             | A             | 1T            | 1T            | 2T            | A               | A               | A               | 3T            | 2T              | 1T                | 2T                | 1T                | 1T                | 4T                | 3T                | ND                | 1T                | A                 | Q3                | 0 / 12      | 10–12       |
| US Open                                  | A             | Q1            | A             | A             | 1T            | Q3            | Q3            | 2T            | Q1              | A               | A               | 1T            | 2T              | Q1                | Q2                | 1T                | Q3                | 2T                | 2T                | A                 | 2T                | A                 | A                 | 0 / 8       | 5–8         |
| Vittorie-sconfitte                       | 0–0           | 0–0           | 0–0           | 0–0           | 0–1           | 0–2           | 0–2           | 5–4           | 0–1             | 0–0             | 0–0             | 2–3           | 3–4             | 0–2               | 1–1               | 2–4               | 3–3               | 7–4               | 6–4               | 1–2               | 5–4               | 0-0               | 0-0               | 0 / 41      | 35–41       |
| Giochi Olimpici                          |               |               |               |               |               |               |               |               |                 |                 |                 |               |                 |                   |                   |                   |                   |                   |                   |                   |                   |                   |                   |             |             |
| Giochi olimpici estivi                   | Non Disputati | Non Disputati | Non Disputati | A             | Non Disputati | Non Disputati | Non Disputati | A             | Non Disputati   | Non Disputati   | Non Disputati   | 1T            | Non Disputati   | Non Disputati     | Non Disputati     | A                 | Non Disputati     | Non Disputati     | Non Disputati     | Non Disputati     | A                 | Non Disputati     | Non Disputati     | 0 / 1       | 0–1         |
| Tornei di fine anno                      |               |               |               |               |               |               |               |               |                 |                 |                 |               |                 |                   |                   |                   |                   |                   |                   |                   |                   |                   |                   |             |             |
| Tournament of Champions                  | Non disputato | Non disputato | Non disputato | Non disputato | Non disputato | Non disputato | Non disputato | Non disputato | Non Qualificata | Non Qualificata | Non Qualificata | RR            | Non Qualificata | Non Qualificata   | Non disputato     | Non disputato     | Non disputato     | Non disputato     | Non disputato     | Non disputato     | Non disputato     | Non disputato     | Non disputato     | 0 / 1       | 1–2         |
| WTA Elite Trophy                         | Non disputato | Non disputato | Non disputato | Non disputato | Non disputato | Non disputato | Non disputato | Non disputato | Non disputato   | Non disputato   | Non disputato   | Non disputato | Non disputato   | Non disputato     | Non Qualificata   | Non Qualificata   | Non Qualificata   | Non Qualificata   | Non Qualificata   | Non Qualificata   | Non Qualificata   | Non Qualificata   | Non Qualificata   | 0 / 0       | 0–0         |
| WTA 1000 (ex Tier I / Premier Mandatory) |               |               |               |               |               |               |               |               |                 |                 |                 |               |                 |                   |                   |                   |                   |                   |                   |                   |                   |                   |                   |             |             |
| Indian Wells                             | A             | A             | A             | A             | A             | Q2            | A             | 1T            | A               | A               | A               | A             | 2T              | Q1                | A                 | Q1                | A                 | 2T                | 2T                | ND                | 2T                | A                 | A                 | 0 / 5       | 2–5         |
| Miami                                    | A             | A             | A             | A             | A             | A             | A             | Q1            | A               | A               | A               | Q2            | 2T              | Q2                | A                 | A                 | A                 | 3T                | QF                | ND                | A                 | A                 | A                 | 0 / 3       | 6–3         |
| Madrid                                   | Non disputato | Non disputato | Non disputato | Non disputato | Non disputato | Non disputato | Non disputato | Non disputato | A               | A               | A               | Q2            | 1T              | A                 | A                 | A                 | A                 | A                 | 1T                | ND                | 1T                | A                 | A                 | 0 / 3       | 0–3         |
| Pechino                                  | Non disputato | Non disputato | Non disputato | Tier II       | Tier II       | Tier II       | Tier II       | Tier II       | Q1              | A               | A               | 2T            | 1T              | A                 | Q1                | A                 | Q2                | 1T                | 1T                | Non disputato     | Non disputato     | Non disputato     | A                 | 0 / 4       | 1–4         |
| WTA 1000 (ex Tier I / Premier 5)         |               |               |               |               |               |               |               |               |                 |                 |                 |               |                 |                   |                   |                   |                   |                   |                   |                   |                   |                   |                   |             |             |
| Dubai                                    | Tier II       | Tier II       | Tier II       | Tier II       | Tier II       | Tier II       | Tier II       | Tier II       | A               | A               | A               | Premier       | Premier         | Premier           | A                 | P                 | A                 | P                 | SF                | P                 | 1T                | P                 | A                 | 0 / 2       | 4–2         |
| Doha                                     | Tier III      | Tier III      | Tier III      | Tier II       | Tier II       | Tier II       | Tier II       | A             | Non disputato   | Non disputato   | P               | A             | 2T              | 2T                | P                 | A                 | P                 | Q1                | P                 | 1T                | P                 | A                 | P                 | 0 / 3       | 2–3         |
| Roma                                     | A             | A             | A             | A             | A             | A             | A             | A             | Q2              | A               | A               | Q2            | 1T              | A                 | A                 | Q2                | A                 | 2T                | 1T                | 1T                | Q1                | A                 | A                 | 0 / 4       | 1–4         |
| Montréal/Toronto                         | A             | A             | A             | A             | A             | A             | A             | A             | A               | A               | A               | A             | 1T              | A                 | A                 | A                 | A                 | A                 | 1T                | ND                | A                 | A                 | A                 | 0 / 2       | 0–2         |
| Cincinnati                               | Non disputato | Non disputato | Non disputato | Tier III      | Tier III      | Tier III      | Tier III      | Tier III      | A               | Q2              | A               | A             | 1T              | A                 | Q1                | A                 | Q1                | Q1                | 3T                | A                 | 1T                | A                 | Q1                | 0 / 3       | 2–3         |
| Wuhan                                    | Non disputato | Non disputato | Non disputato | Non disputato | Non disputato | Non disputato | Non disputato | Non disputato | Non disputato   | Non disputato   | Non disputato   | Non disputato | Non disputato   | A                 | A                 | A                 | A                 | 1T                | 2T                | Non disputato     | Non disputato     | Non disputato     | Non disputato     | 0 / 2       | 1–2         |
| Tokyo                                    | A             | A             | A             | A             | A             | Q1            | A             | A             | A               | A               | A               | 1T            | 1T              | Premier / WTA 500 | Premier / WTA 500 | Premier / WTA 500 | Premier / WTA 500 | Premier / WTA 500 | Premier / WTA 500 | Premier / WTA 500 | Premier / WTA 500 | Premier / WTA 500 | Premier / WTA 500 | 0 / 2       | 0–2         |
| San Diego (Carlsbad)                     | Tier II       | Tier II       | Tier II       | A             | A             | A             | Q2            | Non disputato | Non disputato   | Premier         | Premier         | Premier       | Premier         | ND                | 125S              | 125S              | 125S              | 125S              | 125S              | 125S              | 125S              | 125S              | 125S              | 0 / 0       | 0–0         |
| Carriera                                 | 2001          | 2002          | 2003          | 2004          | 2005          | 2006          | 2007          | 2008          | 2009            | 2010            | 2011            | 2012          | 2013            | 2014              | 2015              | 2016              | 2017              | 2018              | 2019              | 2020              | 2021              | 2022              | 2023              | Totale      | Totale      |
| Tornei giocati                           | 2             | 1             | 2             | 0             | 3             | 2             | 8             | 8             | 2               | 2               | 1               | 15            | 25              | 12                | 5                 | 12                | 15                | 19                | 24                | 7                 | 16                | 0                 | 3                 | 183         | 183         |
| Titoli                                   | 0             | 0             | 0             | 0             | 0             | 0             | 0             | 0             | 0               | 0               | 0               | 2             | 0               | 0                 | 0                 | 0                 | 0                 | 1                 | 0                 | 0                 | 0                 | 0                 | 0                 | 3           | 3           |
| Finali raggiunte                         | 0             | 0             | 0             | 0             | 0             | 0             | 0             | 0             | 0               | 0               | 0               | 2             | 0               | 0                 | 0                 | 0                 | 1                 | 1                 | 0                 | 0                 | 0                 | 0                 | 0                 | 4           | 4           |
| Vittorie-sconfitte totali                | 5–2           | 0–1           | 0–0           | 0–0           | 0–3           | 0–4           | 1–7           | 5–8           | 1–2             | 0–2             | 1–1             | 21–14         | 13–25           | 6–12              | 6–5               | 12–12             | 8–15              | 32–17             | 31–24             | 1–7               | 14–16             | 0-0               | 4-3               | 161–180     | 161–180     |
| Ranking di fine anno                     | 165           | 262           | 653           | 426           | 154           | 140           | 157           | 79            | 318             | 361             | 176             | 25            | 85              | 144               | 106               | 97                | 96                | 28                | 32                | 67                | 106               | NC                | 713               | $10.972.986 | $10.972.986 |

### Doppio
Aggiornato a fine WTA Tour 2023
| Torneo                                   | 2001            | 2002            | 2003            | 2004            | 2005            | 2006            | 2007            | 2008            | 2009            | 2010            | 2011            | 2012            | 2013          | 2014          | 2015            | 2016            | 2017            | 2018            | 2019          | 2020          | 2021          | 2022          | 2023          | Titoli  | V–S     |
| ---------------------------------------- | --------------- | --------------- | --------------- | --------------- | --------------- | --------------- | --------------- | --------------- | --------------- | --------------- | --------------- | --------------- | ------------- | ------------- | --------------- | --------------- | --------------- | --------------- | ------------- | ------------- | ------------- | ------------- | ------------- | ------- | ------- |
| Tornei del Grande Slam                   |                 |                 |                 |                 |                 |                 |                 |                 |                 |                 |                 |                 |               |               |                 |                 |                 |                 |               |               |               |               |               |         |         |
| Australian Open                          | A               | A               | A               | A               | 1T              | 2T              | 1T              | 2T              | QF              | 3T              | QF              | 2T              | 3T            | 2T            | 2T              | 3T              | A               | SF              | 2T            | F             | 2T            | A             | A             | 0 / 16  | 28–16   |
| Open di Francia                          | A               | A               | A               | A               | A               | A               | 2T              | 1T              | SF              | 1T              | 1T              | 2T              | 2T            | V             | QF              | 1T              | 2T              | 1T              | 3T            | 3T            | 3T            | A             | V             | 2 / 16  | 29–14   |
| Wimbledon                                | A               | A               | A               | A               | A               | 1T              | 1T              | 1T              | 1T              | 3T              | 1T              | 3T              | V             | 3T            | QF              | 1T              | 1T              | 3T              | V             | ND            | V             | A             | V             | 4 / 16  | 35–12   |
| US Open                                  | A               | A               | A               | A               | A               | A               | 1T              | 1T              | 2T              | 2T              | 3T              | SF              | QF            | 3T            | 2T              | A               | 3T              | 3T              | 3T            | A             | QF            | A             | SF            | 0 / 14  | 27–14   |
| Vittorie-sconfitte                       | 0–0             | 0–0             | 0–0             | 0–0             | 0–1             | 1–2             | 1–4             | 1–4             | 8–4             | 5–4             | 5–4             | 8–4             | 12–3          | 11–3          | 8–4             | 2–3             | 3–3             | 8–4             | 11–3          | 7–2           | 13–4          | 0-0           | 16-1          | 6 / 62  | 119–56  |
| Giochi Olimpici                          |                 |                 |                 |                 |                 |                 |                 |                 |                 |                 |                 |                 |               |               |                 |                 |                 |                 |               |               |               |               |               |         |         |
| Giochi olimpici estivi                   | Non Disputati   | Non Disputati   | Non Disputati   | A               | Non Disputati   | Non Disputati   | Non Disputati   | A               | Non Disputati   | Non Disputati   | Non Disputati   | QF              | Non Disputati | Non Disputati | Non Disputati   | A               | Non Disputati   | Non Disputati   | Non Disputati | Non Disputati | A             | Non Disputati | Non Disputati | 0 / 1   | 2–1     |
| Tornei di fine anno                      |                 |                 |                 |                 |                 |                 |                 |                 |                 |                 |                 |                 |               |               |                 |                 |                 |                 |               |               |               |               |               |         |         |
| WTA Finals                               | Non qualificata | Non qualificata | Non qualificata | Non qualificata | Non qualificata | Non qualificata | Non qualificata | Non qualificata | Non qualificata | Non qualificata | Non qualificata | Non qualificata | V             | F             | Non qualificata | Non qualificata | Non qualificata | Non qualificata | F             | ND            | F             | NQ            | A             | 1 / 4   | 10–5    |
| WTA 1000 (ex Tier I / Premier Mandatory) |                 |                 |                 |                 |                 |                 |                 |                 |                 |                 |                 |                 |               |               |                 |                 |                 |                 |               |               |               |               |               |         |         |
| Indian Wells                             | A               | A               | A               | A               | A               | A               | A               | 1T              | 2T              | 1T              | 1T              | 1T              | SF            | V             | 1T              | 1T              | A               | V               | QF            | ND            | V             | A             | A             | 3 / 11  | 21–8    |
| Miami                                    | A               | A               | A               | A               | A               | A               | A               | 1T              | A               | 1T              | 2T              | 1T              | 2T            | 1T            | 2T              | 2T              | A               | 1T              | 2T            | ND            | A             | A             | A             | 0 / 10  | 5–10    |
| Madrid                                   | Non disputato   | Non disputato   | Non disputato   | Non disputato   | Non disputato   | Non disputato   | Non disputato   | Non disputato   | QF              | 1T              | QF              | 2T              | 1T            | SF            | QF              | 1T              | A               | 2T              | V             | ND            | 2T            | A             | QF            | 1 / 10  | 11–9    |
| Pechino                                  | Non disputato   | Non disputato   | Non disputato   | Tier II         | Tier II         | Tier II         | Tier II         | Tier II         | V               | 2T              | 2T              | 2T              | SF            | A             | 1T              | A               | 2T              | 1T              | 2T            | Non disputato | Non disputato | Non disputato | 1T            | 1 / 10  | 11–9    |
| WTA 1000 (ex Tier I / Premier 5)         |                 |                 |                 |                 |                 |                 |                 |                 |                 |                 |                 |                 |               |               |                 |                 |                 |                 |               |               |               |               |               |         |         |
| Dubai / Doha                             | Tier II         | Tier II         | Tier II         | Tier II         | Tier II         | Tier II         | Tier II         | A               | A               | A               | A               | 1T              | 1T            | V             | 2T              | A               | A               | 1T              | V             | V             | ND            | A             | A             | 3 / 7   | 13–4    |
| Roma                                     | A               | A               | A               | A               | A               | A               | A               | A               | V               | A               | 1T              | 1T              | V             | 2T            | QF              | 2T              | A               | QF              | 2T            | V             | 2T            | A             | 1T            | 3 / 11  | 18–8    |
| Montréal/Toronto                         | A               | A               | A               | A               | A               | A               | A               | A               | 2T              | 1T              | QF              | A               | 1T            | SF            | A               | A               | A               | A               | QF            | Non disputato | Non disputato | A             | A             | 0 / 6   | 6–6     |
| Cincinnati                               | Non disputato   | Non disputato   | Non disputato   | Tier III        | Tier III        | Tier III        | Tier III        | Tier III        | 2T              | 2T              | 1T              | A               | V             | 2T            | SF              | A               | F               | 1T              | 2T            | A             | 2T            | A             | 2T            | 1 / 11  | 17–10   |
| Tokyo / Wuhan                            | A               | A               | A               | A               | A               | A               | A               | SF              | QF              | 1T              | 1T              | QF              | SF            | A             | 1T              | A               | A               | 2T              | 2T            | Non disputato | Non disputato | Non disputato | Non disputato | 0 / 9   | 7–9     |
| Carriera                                 | 2001            | 2002            | 2003            | 2004            | 2005            | 2006            | 2007            | 2008            | 2009            | 2010            | 2011            | 2012            | 2013          | 2014          | 2015            | 2016            | 2017            | 2018            | 2019          | 2020          | 2021          | 2022          | 2023          | Totale  | Totale  |
| Tornei giocati                           | 2               | 3               | 0               | 1               | 8               | 6               | 12              | 13              | 15              | 18              | 19              | 20              | 22            | 19            | 14              | 11              | 11              | 18              | 19            | 6             | 14            | 0             | 10            | 262     | 262     |
| Titoli                                   | 0               | 0               | 0               | 0               | 0               | 0               | 2               | 2               | 3               | 0               | 1               | 1               | 5             | 3             | 0               | 0               | 2               | 1               | 4             | 4             | 2             | 0             | 2             | 32      | 32      |
| Finali raggiunte                         | 0               | 0               | 0               | 1               | 0               | 0               | 4               | 4               | 3               | 0               | 1               | 1               | 5             | 4             | 1               | 0               | 3               | 4               | 6             | 5             | 3             | 0             | 2             | 47      | 47      |
| Vittorie-sconfitte                       | 10–6            | 9–4             | 10–6            | 26–10           | 36–12           | 33–14           | 34–15           | 27–15           | 29–14           | 20–22           | 24–21           | 27–21           | 41–16         | 30–16         | 19–14           | 22–14           | 25–10           | 27–17           | 36–14         | 23–2          | 39–13         | 0-0           | 21-8          | 566–284 | 566–284 |
| Vittorie %                               | 63%             | 69%             | 63%             | 72%             | 75%             | 70%             | 69%             | 64%             | 67%             | 48%             | 53%             | 56%             | 72%           | 65%           | 58%             | 61%             | 71%             | 61%             | 72%           | 92%           | 75%           | –             | 72%           | 67%     | 67%     |
| Ranking di fine anno                     | 513             | 199             | 523             | 166             | 135             | 102             | 46              | 53              | 9               | 46              | 35              | 25              | 3             | 5             | 26              | 96              | 32              | 17              | 4             | 1             | 3             | NC            | 6             |         |         |

## Vittorie contro giocatrici Top 10
| Stagione | 2017 | 2018 | 2019 | 2020 | 2021 | Totale |
| Vittorie | 1    | 2    | 4    | 0    | 1    | 8      |

| #    | Giocatrice        | Ranking | Evento                            | Superficie  | Turno | Punteggio        | Rank. HSWR |
| ---- | ----------------- | ------- | --------------------------------- | ----------- | ----- | ---------------- | ---------- |
| 2017 |                   |         |                                   |             |       |                  |            |
| 1.   | Johanna Konta     | 8       | Open di Francia, Parigi           | Terra rossa | 1T    | 1–6, 7–6(2), 6–4 | 109        |
| 2018 |                   |         |                                   |             |       |                  |            |
| 2.   | Garbiñe Muguruza  | 3       | Australian Open, Melbourne        | Cemento     | 2T    | 7–6(1), 6–4      | 88         |
| 3.   | Simona Halep      | 1       | Torneo di Wimbledon, Londra       | Erba        | 3T    | 3–6, 6–4, 7–5    | 48         |
| 2019 |                   |         |                                   |             |       |                  |            |
| 4.   | Angelique Kerber  | 7       | Dubai Tennis Championships, Dubai | Cemento     | 3T    | 5–7, 6–4, 6–0    | 31         |
| 5.   | Karolína Plíšková | 5       | Dubai Tennis Championships, Dubai | Cemento     | QF    | 6–4, 1–6, 7–5    | 31         |
| 6.   | Naomi Ōsaka       | 1       | Miami Open, Miami Gardens         | Cemento     | 3T    | 4–6, 7–6(4), 6–3 | 27         |
| 7.   | Aryna Sabalenka   | 10      | Birmingham Classic, Birmingham    | Erba        | 1T    | 6–3, 2–6, 7–6(1) | 28         |
| 2021 |                   |         |                                   |             |       |                  |            |
| 8.   | Bianca Andreescu  | 9       | Australian Open, Melbourne        | Cemento     | 2T    | 6–3, 6–2         | 71         |